# جامعة بريدجواتر الحكومية
جامعة بريدجواتر الحكومية هي جامعة تابعة لحكومة الولاية يقع حرمها الجامعي الرئيسي في بريدجواتر بولاية ماساتشوستس. وهي أكبر تسع جامعات حكومية في ماساتشوستس. بما في ذلك مواقعها خارج الحرم الجامعي في نيو بيدفورد وأتلبورو وكيب كود، تمتلك جامعة بريدجواتر العامة رابع أكبر حرم جامعي من بين 29 مؤسسة في نظام التعليم العالي العام في ماساتشوستس. تسمى فرق جامعة بريدجواتر العامة الرياضية الدببة. ألوان المدرسة قرمزي وأبيض وأسود.

## التاريخ

### التأسيس

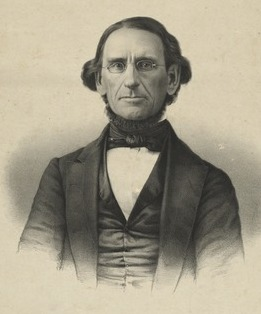
نيكولاس تلينجهاست

أسس هوراس مان]] جامعة بريدجواتر الحكومية كمدرسة عادية تسمى مدرسة بريدجواتر العادية. افتتاحت في 9 سبتمبر 1840، مما يجعلها أقدم مؤسسة دائمة للتعليم العالي العام في ولاية ماساتشوستس. كواحدة من أولى المدارس العادية في البلاد، كانت مهمتها الأولية هي تدريب معلمي المدارس. اليوم بريدجواتر، التي تعتبر «موطن تعليم المعلمين في أمريكا»، لديها أكبر عدد من الطلاب الملتحقين بتعليم المعلمين في كومنولث ماساتشوستس. منذ الستينات، وسعت المدرسة أيضًا برنامجها ليشمل الفنون الحرة والأعمال وعلوم الطيران. أصبحت جامعة واتخذت اسمها الحالي في عام 2010. خلال تاريخها، عُرفت أيضًا باسم جامعة بريدجواتر العامة، وكلية بريدجواتر للمعلمين، وغيرها من الأسماء.
افتتحت المدرسة العادية في الطابق السفلي من قاعة بلدة بريدجواتر القديمة، على مساحة 40 قدمًا في 50 قدمًا، مقسمة إلى ثلاث غرف: غرفة انتظار للطلاب، وغرفة أجهزة، وفصل دراسي. ضمت الصف الأول 21 امرأة وسبعة رجال. نيكولاس تلينجهاست، المدير الأول (1840 – 53) كان في البداية المعلم الوحيد. تألفت السنة الدراسية من فصلين دراسيين لمدة 14 أسبوعًا. لم يطلب من الطلاب الحضور على التوالي.
في عام 1845، وافق كومنولث ماساتشوستس أخيرًا على بناء مبنى لمدرسة ولاية بريدجواتر العادية، وهو أول مبنى تم تشييده في أمريكا لإعداد المعلمين. هذا المبنى الخشبي المكون من طابقين، 64 قدم في 42 قدمًا، يستوعب 84 طالبًا، ليكون المصنع التعليمي للمؤسسة لما يقرب من نصف قرن. كانت هناك فصول دراسية صغيرة وكبيرة، وفي كل منها سبورة. منذ إجراء تغييرات على المدرسة، طلب مجلس التعليم من الناس حضور ثلاثة فصول دراسية لمدة أربعة عشر أسبوعًا متتاليًا، وإنشاء دورة مدتها عام. تم تكريس المبنى في 19 أغسطس 1846، حيث قال هوراس مان بهذه المناسبة: «من بين جميع الأضواء والظلال التي عبرت طريقي، كان إشراق هذا اليوم هو الأكثر سطوعًا... إنني أعتبر هذا الحدث بمثابة إشارة إلى حقبة في تقدم التعليم — والذي كما نعلم جميعًا هو تقدم الحضارة - في هذه القارة الغربية، وفي جميع أنحاء العالم. إنه الانتهاء من أول مدرسة عادية أقيمت على الإطلاق في ماساتشوستس — في الاتحاد — في هذا النصف من الكرة الأرضية. إنه ينتمي إلى فئة الأحداث التي قد تحدث مرة واحدة، لكن لا يمكن تكرارها. ملتف في هذه المؤسسة، كما هو الحال في الربيع، هناك قوة قد يؤدي فكها إلى تحريك الكرات.» أنشأت هذه المدرسة العادية الأولى معيارًا مهنيًا لإعداد المعلمين، بعيدًا عن الأكاديميين التقليديين للحضور. كانت الخطوة التالية نحو إنشاء مؤسسات تعليمية لأغراض محددة.
قامت مدرسة بريدجواتر العادية بتدريب طلابها على مواد المدارس الابتدائية؛ مواضيع التوسع فوق المستوى الابتدائي بما في ذلك الرياضيات والفلسفة والأدب؛ وعلم أصول التدريس، بما في ذلك فلسفة التدريس والانضباط على أساس علم نفس الطفل، وأكبر قدر ممكن من الخبرة العملية تحت إشراف مستمر قدر الإمكان في المدرسة النموذجية.

### حريق عام 1924

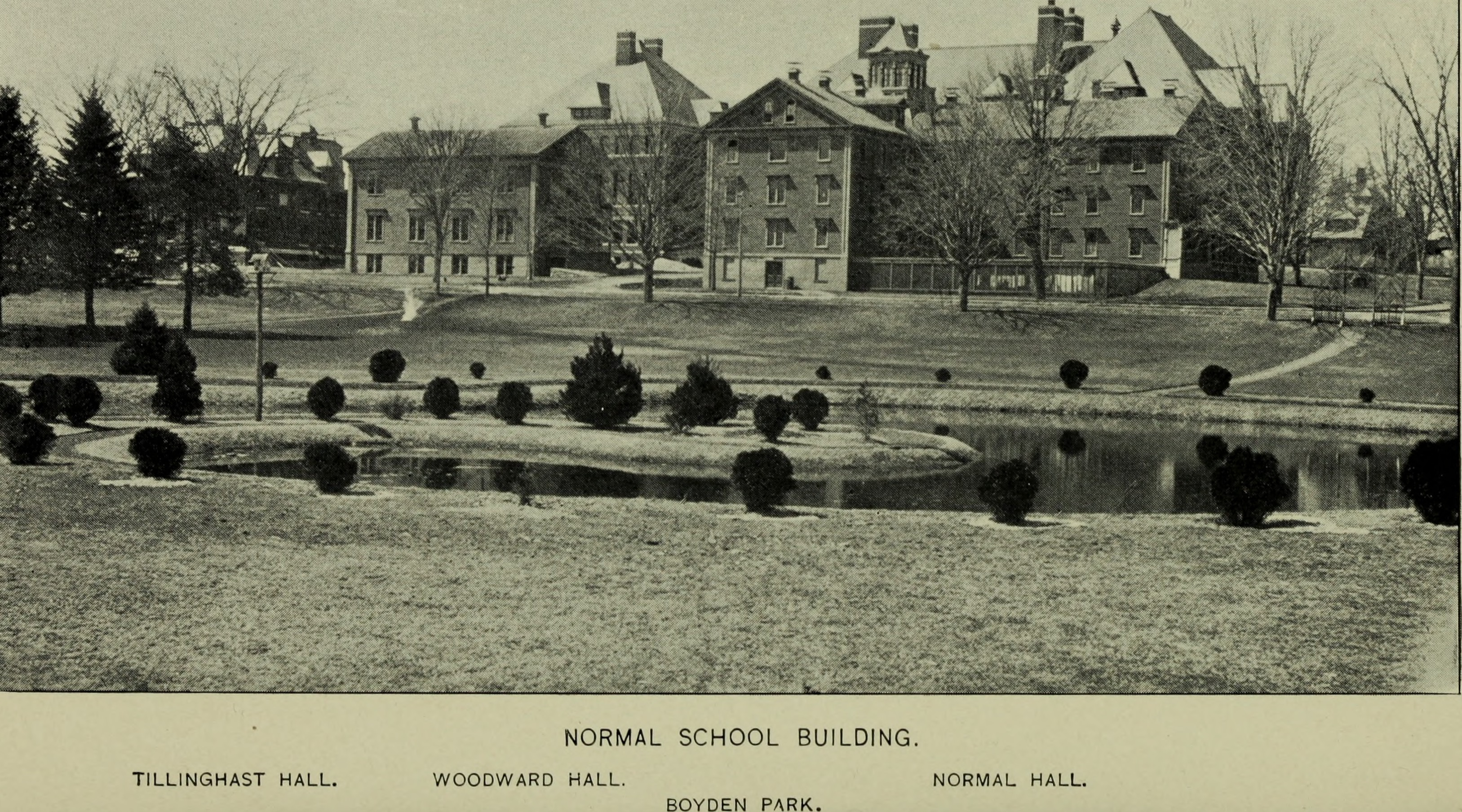
الحرم الجامعي عام 1901. أصيبت كل من قاعة تيلينغهاست وقاعة وودوارد والقاعة العامة بأضرار بالغة في حريق عام 1924.

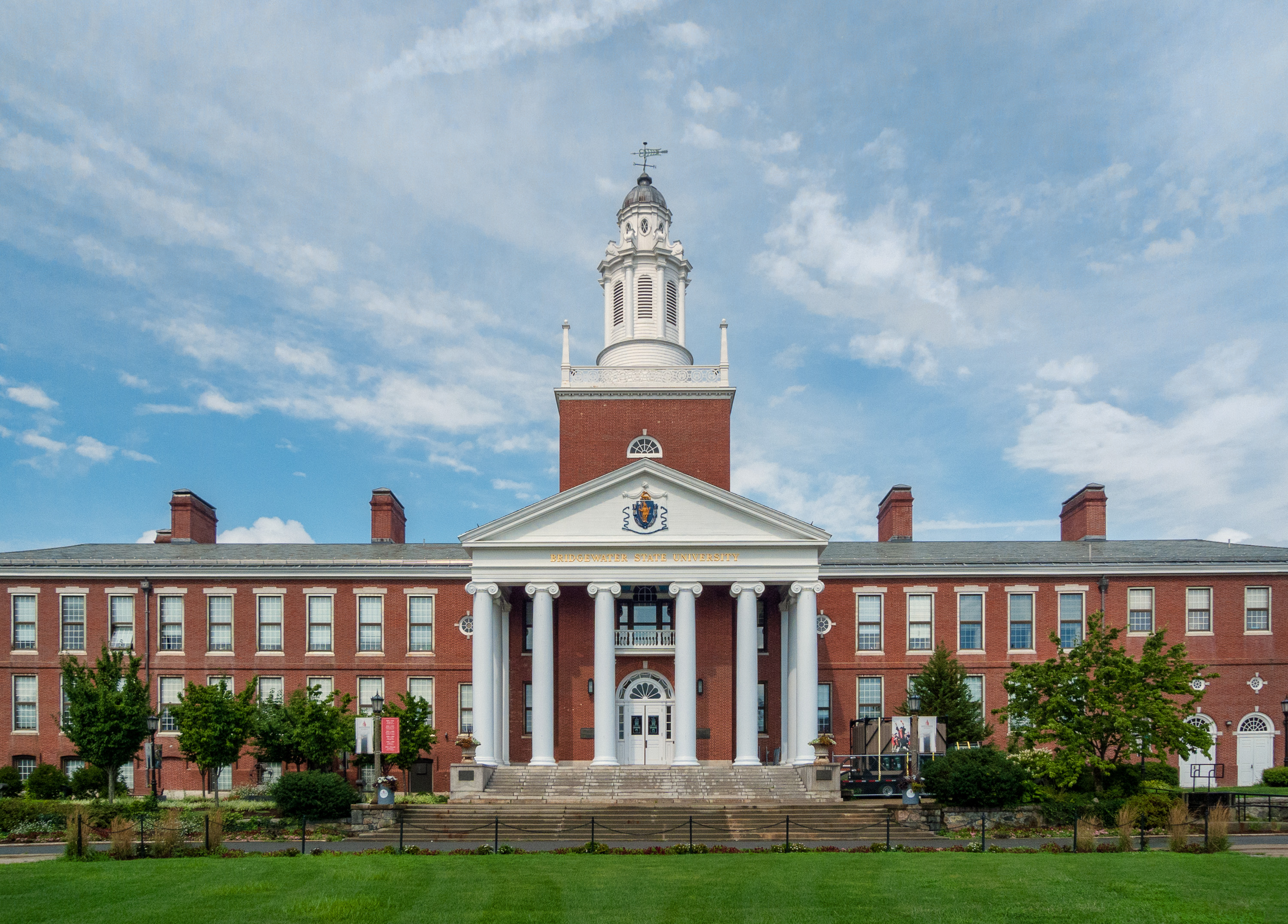
افتتح قاعة بويدن في يونيو 1926.

دمر حريق في الصباح الباكر يوم الأربعاء 10 ديسمبر 1924 ثلاثة من مباني الكلية، وأكثر من نصف الحرم الجامعي: قاعة تيلينغهاست، ومدرسة التدريب، ومهاجع وودوارد القديمة. تم حفظ المدرسة العادية وغرفة المرجل. كان الحريق كبيرًا لدرجة أنه كان لا بد من استدعاء إدارات الإطفاء في المدن الأخرى للمساعدة. لم يتم تحديد سبب الحريق بشكل قاطع، ولكن يُعتقد أنه كان إما «جرذان أو فئران» قضم في مجاري التسخين، أو احتراق تلقائي. وبحسب ما ورد لم تقع إصابات.
تم إصلاح المدرسة العادية وغرفة المرجل على الفور. أعيد بناء قاعة تيلينغهاست وتم بناء مسكن وودوارد الجديد. أقيمت مدرسة التدريب في مبنى مختلف بشكل مؤقت وبعد ذلك تم بناء مبنى جديد لها لتكون نموذجًا لمدرسة ابتدائية مجهزة تجهيزًا جيدًا، مع صالة ألعاب رياضية وملعب. بلغ إجمالي مخصصات الدولة لإصلاحات المدرسة العادية وإعادة بناء مدرسة التدريب 606,566 دولارًا أمريكيًا، بالإضافة إلى 86,500 دولار أمريكي من المدينة. تم إعادة بناء المبنى العادي وقاعة تيلينغهاست وافتتاحهما في يونيو 1926، وأعيد تسميتهما الآن باسم قاعة بويدن وقاعة هارينغتون.

### منتصف القرن العشرين حتى الوقت الحاضر
في الخمسينات من القرن الماضي، التحق العديد من قدامى المحاربين في الحرب الكورية وكانت الحفلات الراقصة هي أبرز أحداث العام بالنسبة لهم. في عام 1957، تم بناء صالة جون كيلي وفي عام 1959 كانت هناك حاجة لتقديم نتائج اختبار سات لأول مرة.
خلال الستينات تم إدخال منهج الفنون الحرة. كانت تمارين اللبلاب، حيث كان الفصل المبتدئين يشكلون ممرًا مقنطرًا بأوراق اللبلاب المؤدية إلى المدرسة في يوم التخرج، تلاشت. في عام 1960، تم بناء قاعة البابا كسكن للنساء. تم بناء قاعة سكوت في عام 1961 كمسكن مخصص للرجال. تم بناء مبنى مارشال كونانت العلمي في عام 1964 وتم تسميته على اسم المدير الثاني للمدرسة. في عام 1967، تم بناء قاعات شيا ودورجين كمساكن مشتركة.
في عام 1971 اكتملت مكتبة كليمنت سي ماكسويل. في عام 1976 افتتحت ملاعب التنس وكان بإمكان الطلاب الاستمتاع بمشاهدة الأفلام يومي الأحد والثلاثاء مقابل 25 إلى 75 سنتًا. من 1970 إلى 1990 توسعت الكلية وتضاعف عدد الملتحقين بها أربع مرات. تضاعف عدد أعضاء هيئة التدريس ثلاث مرات. خلال هذا الوقت، أصبح التعليم هو التخصص الأكثر شعبية، ولا يزال كذلك حتى اليوم.
في عام 1992 أنشأت الكلية مدرسة التربية والدراسات المساندة وكلية الآداب والعلوم. في عام 1995 افتتح مركز ماوكلي. من عام 1999 إلى عام 2002 قامت الكلية بحملة وقفية لجمع 10 مليون دولار لدعم الأكاديميين.
في عام 2010، كانت جامعة بريدجواتر العامة واحدة من كليات ولاية ماساتشوستس التي اختارت أن تصبح جامعة. سيؤدي ذلك إلى تعزيز شعبيتها، وجذب المزيد من المساهمات، وزيادة طلبات الطلاب والتسجيل، وإعطاء المدرسة مكانة أعلى. في 22 يوليو 2010، صوت مجلس النواب ومجلس الشيوخ في ولاية ماساتشوستس لمنح الكلية مكانة الجامعة وتغيير اسمها إلى جامعة بريدجواتر العامة. تم التوقيع على هذا الإجراء ليصبح قانونًا من قبل حاكم ولاية ماساتشوستس ديفال باتريك في 28 يوليو 2010. تعتبر الجامعة اليوم «مهد تعليم المعلمين في أمريكا»، ولديها أحد أبرز برامج التدريس والتعليم في البلاد وتميزها. لديها أكبر عدد من المعلمين المسجلين في كومنولث ماساتشوستس.

### الرؤساء
- نيكولاس تيلينغهاست (1840 – 1853)
- مارشال كونانت (1853 – 1860)
- ألبرت غاردنر بويدن (1860 – 1906)
- آرثر بويدن (1906 – 1933)
- زينوس سكوت (1933 – 1937)
- جون كيلي J. (1937 – 1951)
- كليمنت سي ماكسويل (1951 – 1962)
- أدريان رونديلاو (1962 – 1986، 1988 – 1989)
- جيرارد T. Indelicato (1986 – 1987)
- أدريان تينسلي (1989 – 2002)
- دانا مولر فاريا (2002 – 2015)
- فريدريك دبليو كلارك جونيور (2015 – حتى الآن)

## أكاديميون
تعد جامعة بريدجواتر العامة من بين أقدم مؤسسات تعليم المعلمين في أمريكا، وهي الأولى التي تحتوي على مبنى مخصص لتعليم المعلمين. تواصل بريدجواتر اليوم الريادة في إعداد المعلمين كأكبر منتج لمعلمي ماساتشوستس، حيث تحمل أعلى تصنيف وطني متاح (الفصل الثاني الربع الأول). إنها واحدة من سبع جامعات معتمدة في ماساتشوستس لتعليم المعلمين وفقًا للمجلس الوطني لاعتماد تعليم المعلمين (NCATE) كما تم اعتماد الجامعة من قبل جمعية نيو إنجلاند للمدارس والكليات، والرابطة الوطنية لمديري الولايات في تعليم المعلمين ومنح الشهادات (NASDTEC)، مجلس التعليم العالي.
تضم الجامعة 108 تخصصات في 35 مجالًا دراسيًا بدءًا من التعليم الشعبي والطيران وعلم النفس والمحاسبة والعدالة الجنائية وغيرها الكثير. تضم الجامعة 30 قسمًا أكاديميًا تتراوح من المحاسبة والمالية إلى المسرح والرقص.
جامعة بريدجواتر العامة هي ثاني أكثر الجامعات الحكومية بأسعار معقولة عندما يتعلق الأمر بالتعليم الجامعي في الدولة. جامعة بريدجواتر العامة معتمدة من قبل لجنة نيو إنجلاند للتعليم العالي.

### من المدارس إلى الكليات
في 1 يوليو 2010، تم تقسيم كلية الآداب والعلوم السابقة إلى كلية العلوم الإنسانية والاجتماعية وكلية العلوم والرياضيات. في أكتوبر 2010، تم تغيير اسم كلية العلوم الإنسانية والاجتماعية، وكلية العلوم والرياضيات، وكلية ريتشاردي للأعمال وكلية الدراسات العليا، إلى الكليات، وتم تغيير اسم قسم الخدمة الاجتماعية إلى كلية الخدمة الاجتماعية. تتكون كلية العلوم الإنسانية والاجتماعية حاليًا من خمسة عشر قسمًا أكاديميًا، وتضم كلية بارتليت للعلوم والرياضيات ستة أقسام، وكلية التربية والعلوم الصحية بها خمسة أقسام، وكلية ريكياردي للأعمال بها ثلاثة أقسام.

### الفنون الجميلة
يوجد بالجامعة برامج فنون نشطة منذ أواخر القرن التاسع عشر. هناك ثلاثة مبانٍ رئيسية مخصصة للفنون، أقدمها هو مركز الفنون (1906) الذي بني في الأصل كصالة للألعاب الرياضية. أصبح معرض والاس أندرسون في الطابق الأرضي من المركز ممكنًا بواسطة فئة عام 1936. يقيم المعرض معارض متغيرة على مدار العام، أحدها هو معرض الطلاب. يضم مركز الحرم الجامعي رونديلاو قسم المسرح بالجامعة، والذي يقدم ستة عروض سنويًا. بجانب وتحت مرحلة القاعة توجد الفصول الدراسية ومكاتب الإدارات والمرافق، بما في ذلك مكتبة النصوص. ملحق بمركز الحرم الجامعي في رونديلو قاعة تضم 1300 شخص. بالإضافة إلى عروض بريدجواتر الخاصة، فقد استضافت أوبرا مدينة نيويورك وشركة مارثا غراهام دانس وتوني بينيت. تمت إضافة استوديو للرقص إلى قاعة بورنيل.

### برنامج التكريم
لكي يتم قبوله في برنامج الشرف، يجب أن يحصل الطالب الجديد القادم على معدل تراكمي في المدرسة الثانوية يبلغ 3.3 أو أعلى، وبمجرد التحاقه به، يجب على الطالب الحفاظ على هذا المعدل 3.3. إذا كان المعدل التراكمي أقل من تلك العلامة، فسيتم إخضاعه أو وضعها تحت المراقبة لمدة فصل دراسي. ومع ذلك، إذا انخفض المعدل التراكمي إلى أقل من 2.7، فسيتم إزالته تلقائيًا من البرنامج.
يتم إكمال أكثر من ثمانين بالمائة من العمل الأكاديمي للطالب المتفوق في فصول غير مرتبة الشرف. للتخرج بمرتبة الشرف، يجب أن يكون لدى الطالب اثني عشر ساعة معتمدة. تتكون دورة الشرف العادية من ثلاثة أرصدة، وتستحق ندوات الشرف رصيدًا واحدًا ولكنها تجتمع مرة واحدة فقط في الأسبوع لمدة خمسين دقيقة. مرة واحدة في السنة الإعدادية، يجب على الطالب أن يأخذ دروس الشرف في الأقسام، وهي الفصول التي تحدد في تخصصه.
يحصل الطلاب المتفوقون على امتيازات عديدة، مثل القسم الخاص بهم في مركز التحصيل الأكاديمي. هناك خمسة أجهزة كمبيوتر موجودة هناك، جميعها متصلة بطابعة ملونة مجانية. يستمتع الطلاب المتفوقون أيضًا بالمناسبات الخاصة مثل عشاء نصف سنوي، ونادي كتاب الخريف، وورشة عمل أطروحة الشرف لأولئك الذين بدأوا في العمل على أطروحتهم.
سكوت هول هي موطن لمجتمع التعلم الحي للعام الأول السكني مع مرتبة الشرف. قاعة وايجاند هي موطن لمجتمع التعلم الحي الذي يعيش مع مرتبة الشرف العليا السكنية

### بحث
برنامج أدريان تنسلي (ATP) هو برنامج بحثي للطلاب الجامعيين.

## حرم الجامعة

### الحرم الغربي

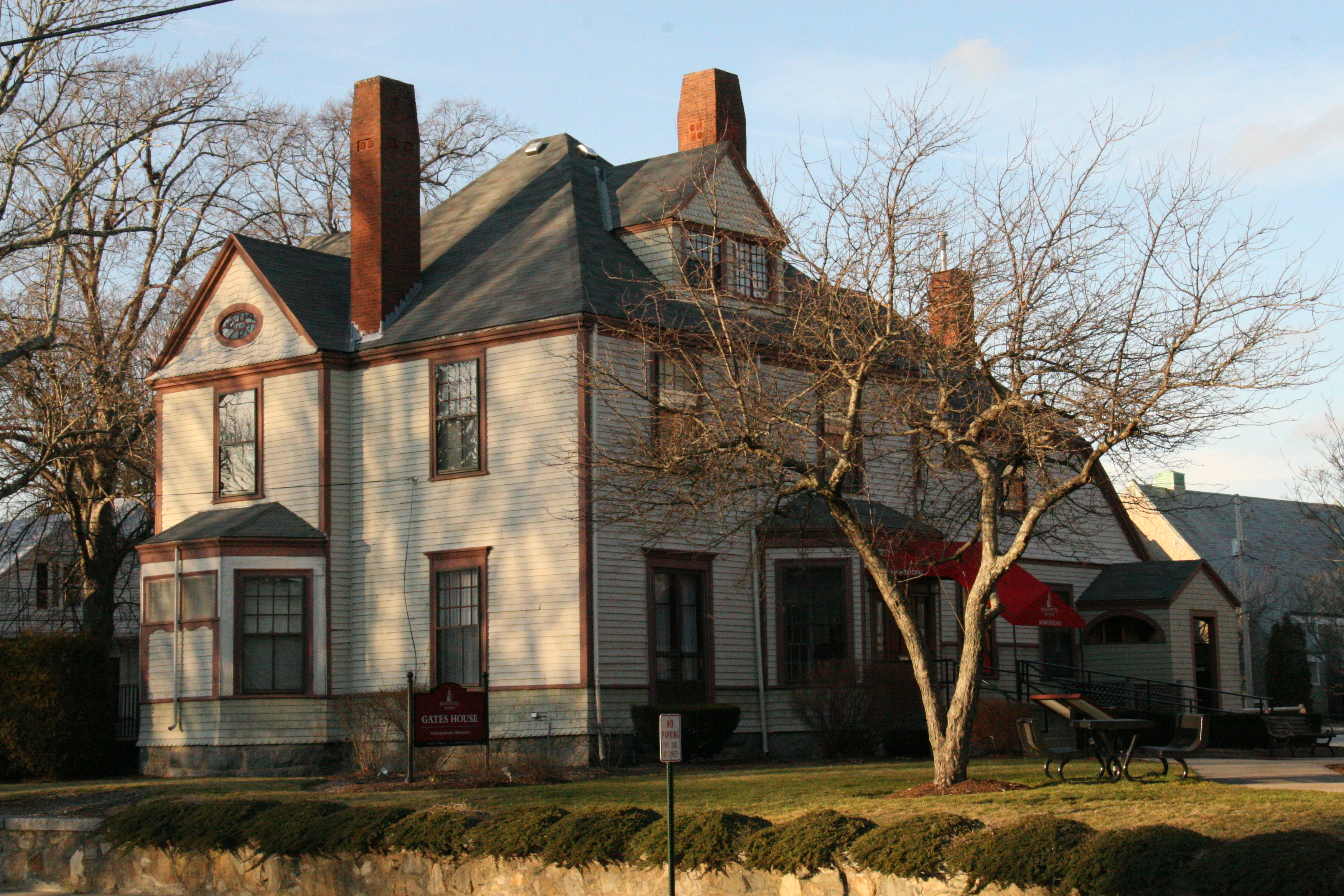
بيت جيتس

- صموئيل ب.جيتس هاوس (1876، 6,138 قدم مربع (570.2 م2)) عبارة عن هيكل خشبي صغير كان في السابق مسكن صموئيل جيتس.
- بويدن هول (1924، 63,248 قدم مربع (5,875.9 م2)) كمبنى رئيسي لمدرسة بريدجواتر العادية في أعقاب حريق الحرم الجامعي عام 1924. يضم الآن مكتب المسجل وخدمات المساعدة المالية وحسابات الطلاب ومكاتب الرئيس ونائب الرئيس والمكاتب الإدارية وقسم تكنولوجيا المعلومات والعديد من الفصول الدراسية. في أدنى مستوى، جانب شارع المدرسة، توجد قاعة هوراس مان.
- قاعة هارينجتون (1926، 26,640 قدم مربع (2,475 م2)) على شرف لي هارينجتون. في السابق كانت مدرسة الحرم الجامعي بورنيل (انظر أدناه). يضم المبنى كلية إدارة الأعمال.
- قاعة تيلينغهاست (1916، 51,760 قدم مربع (4,809 م2))، المعروف باسم «تيلي»، في زاوية شارعي المدرسة والصيف. تم تسميته على اسم المدير الأول لمدرسة بريدجواتر العامة، ويضم مكاتب أعضاء هيئة التدريس ومكاتب الأقسام ومكتب بريد الحرم الجامعي وخدمات الطلاب العسكريين والمحاربين القدامى.

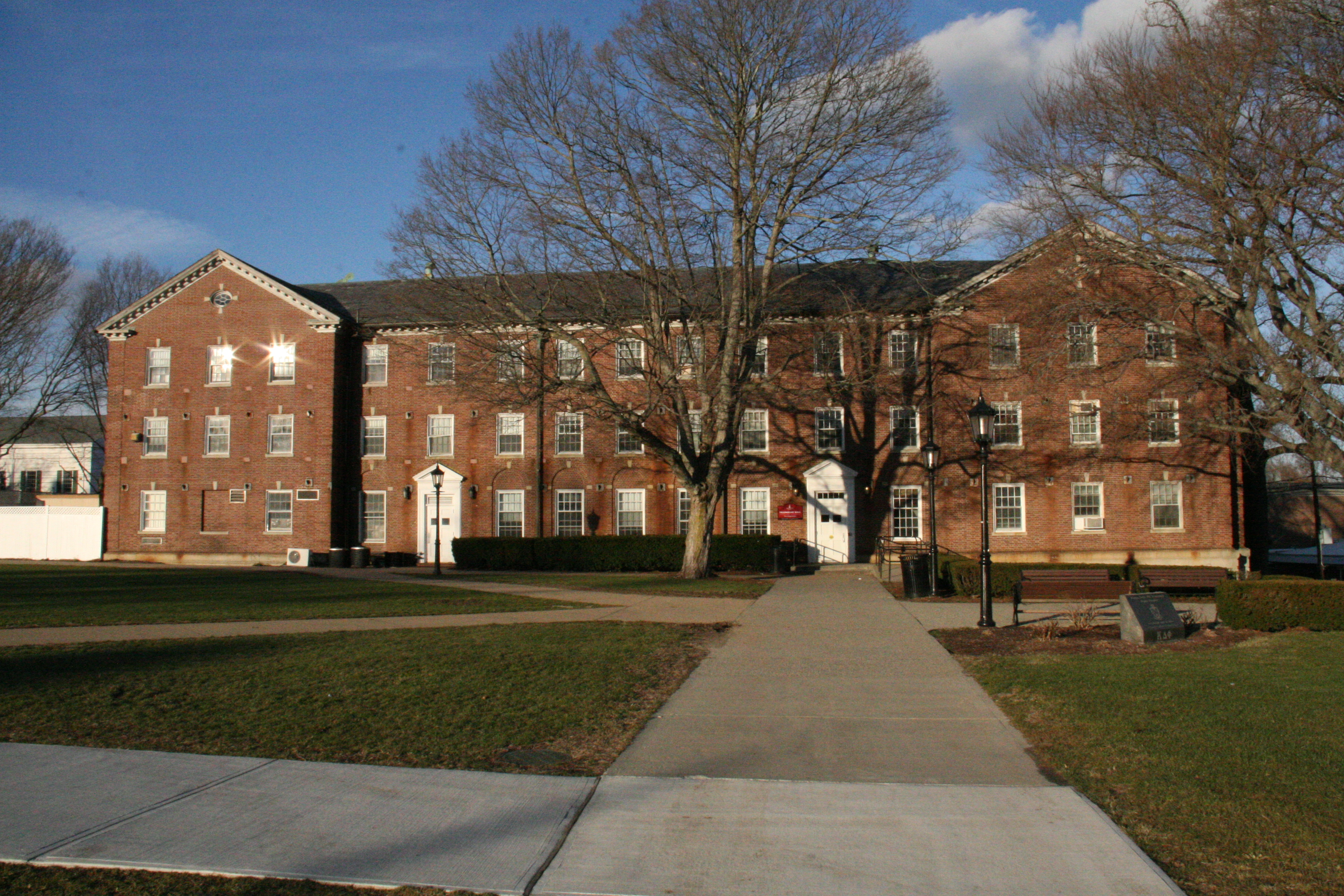
قاعة تيلينغهاست

- مركز الفنون (1904، 14,924 قدم مربع (1,386.5 م2)) تم تشييده في الأصل باسم بويدن غومناسيوم (لا يزال هناك مسار داخلي في الطابق الثاني). تم تحويله إلى مركز فني في عام 1974، ويضم الآن قسم الفنون ومعرض أندرسون للفنون.

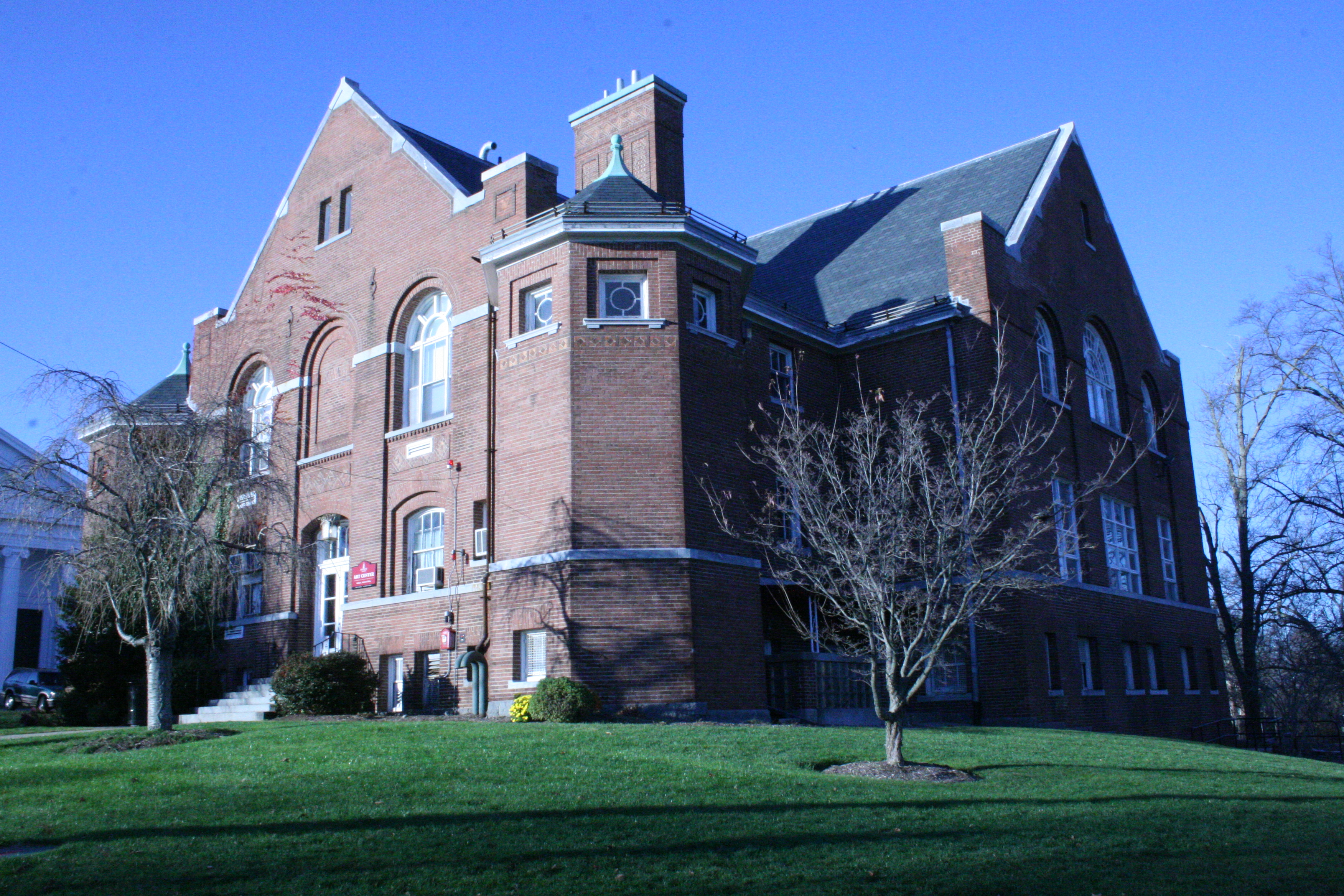
مركز الفنون

- هانت هول (1936، 25,500 قدم مربع (2,370 م2))، التي كانت تُعرف سابقًا بمدرسة الدكتور ألبرت هانت الثانوية، في شارع المدرسة، وتضم موظفًا لوقوف السيارات وخدمات هوية الطالب في الطابق السفلي والفصول الدراسية في الطوابق العليا.

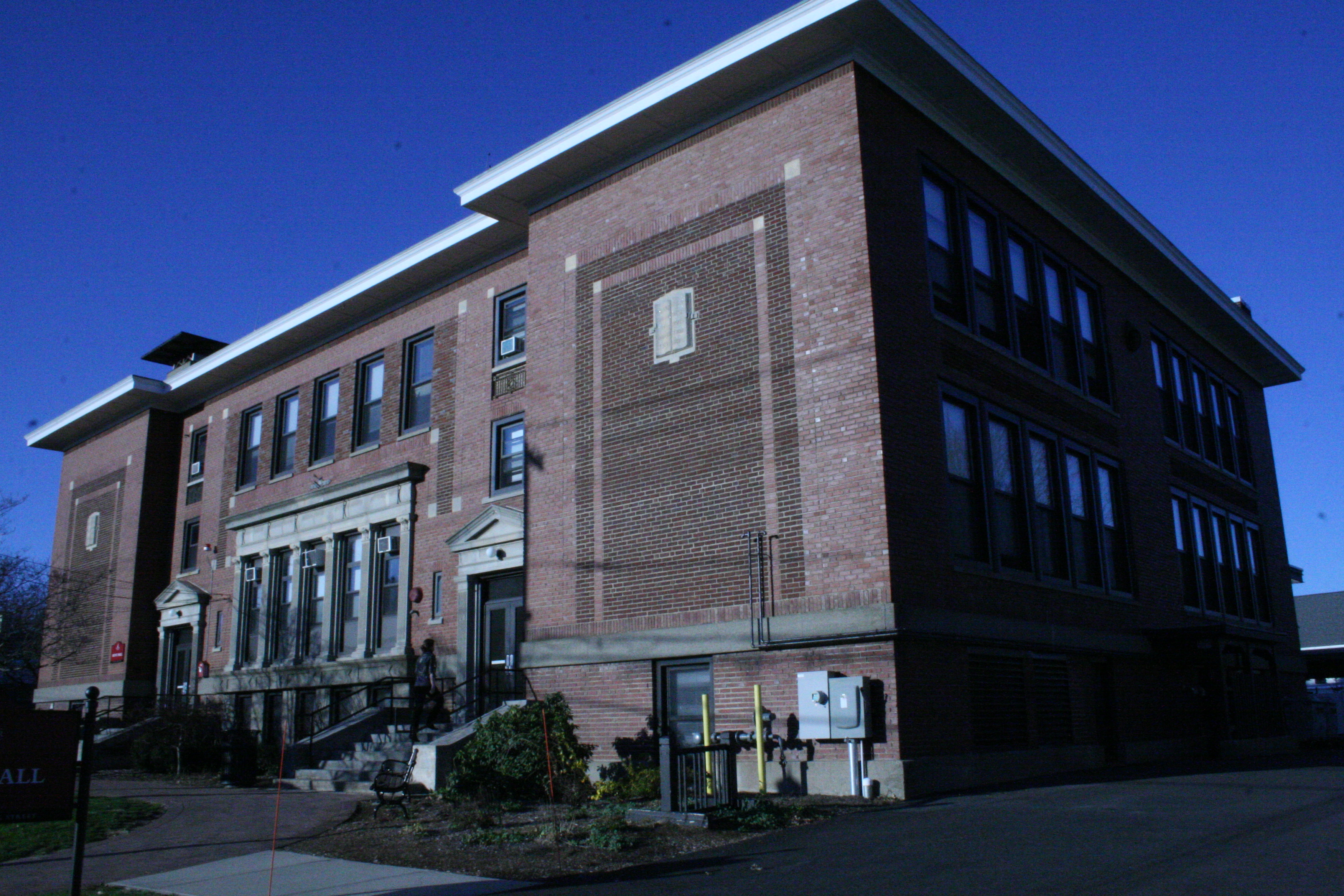
هانت هول

- كليفورد هاوس (1925) 3,831 قدم مربع (355.9 م2))، وهو منزل سابق بالقرب من مركز الخريجين ومكتبة ماكسويل، ويضم قسم العلوم السياسية.

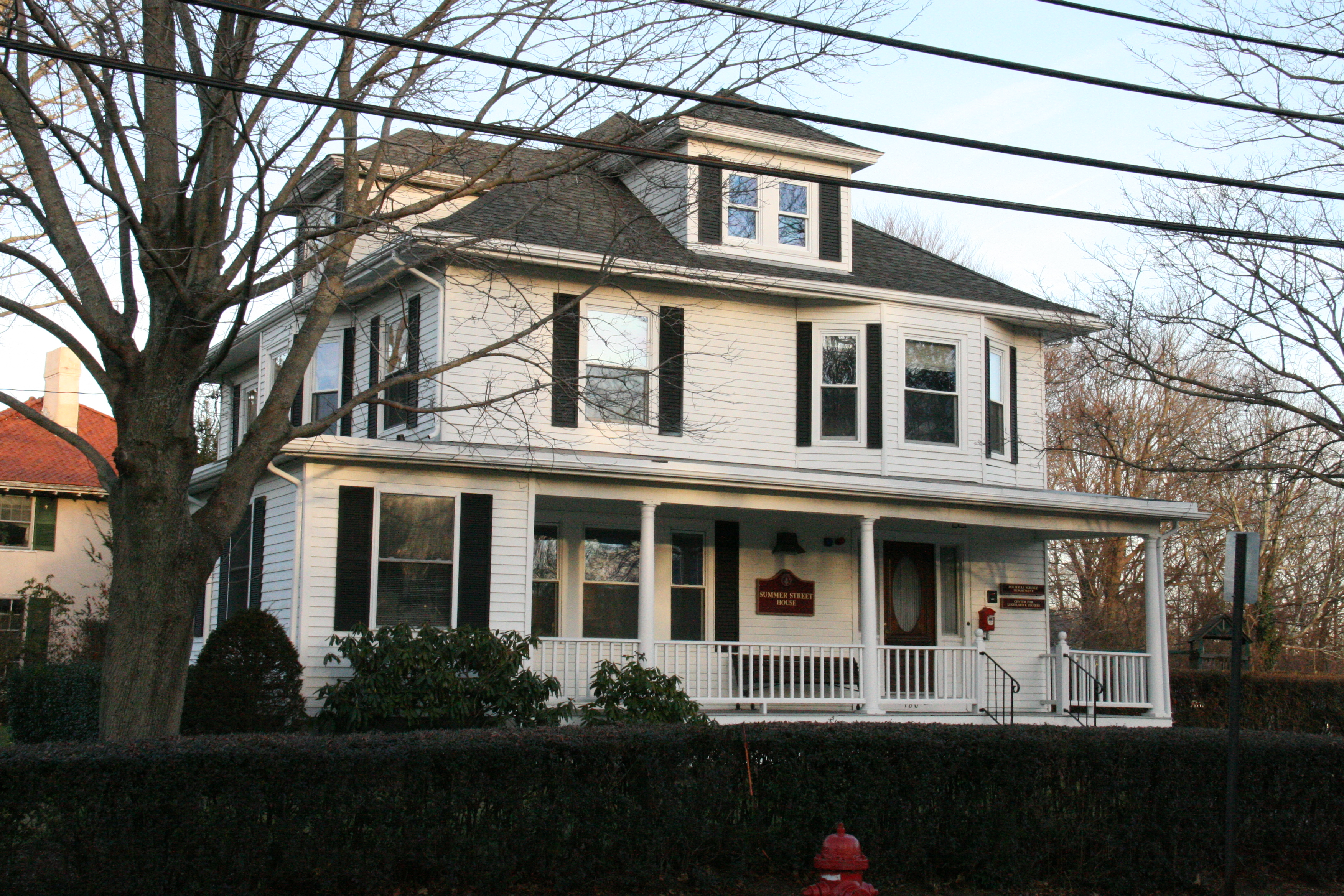
كليفورد هاوس

- معهد الدكتور إدوارد دبليو مينوك للمشاركة العالمية (1990، 6,492 قدم مربع (603.1 م2))، وهو منزل سابق ومركز خريجي ديفيس سابقًا. يضم الآن معهد مينوك للمشاركة العالمية.

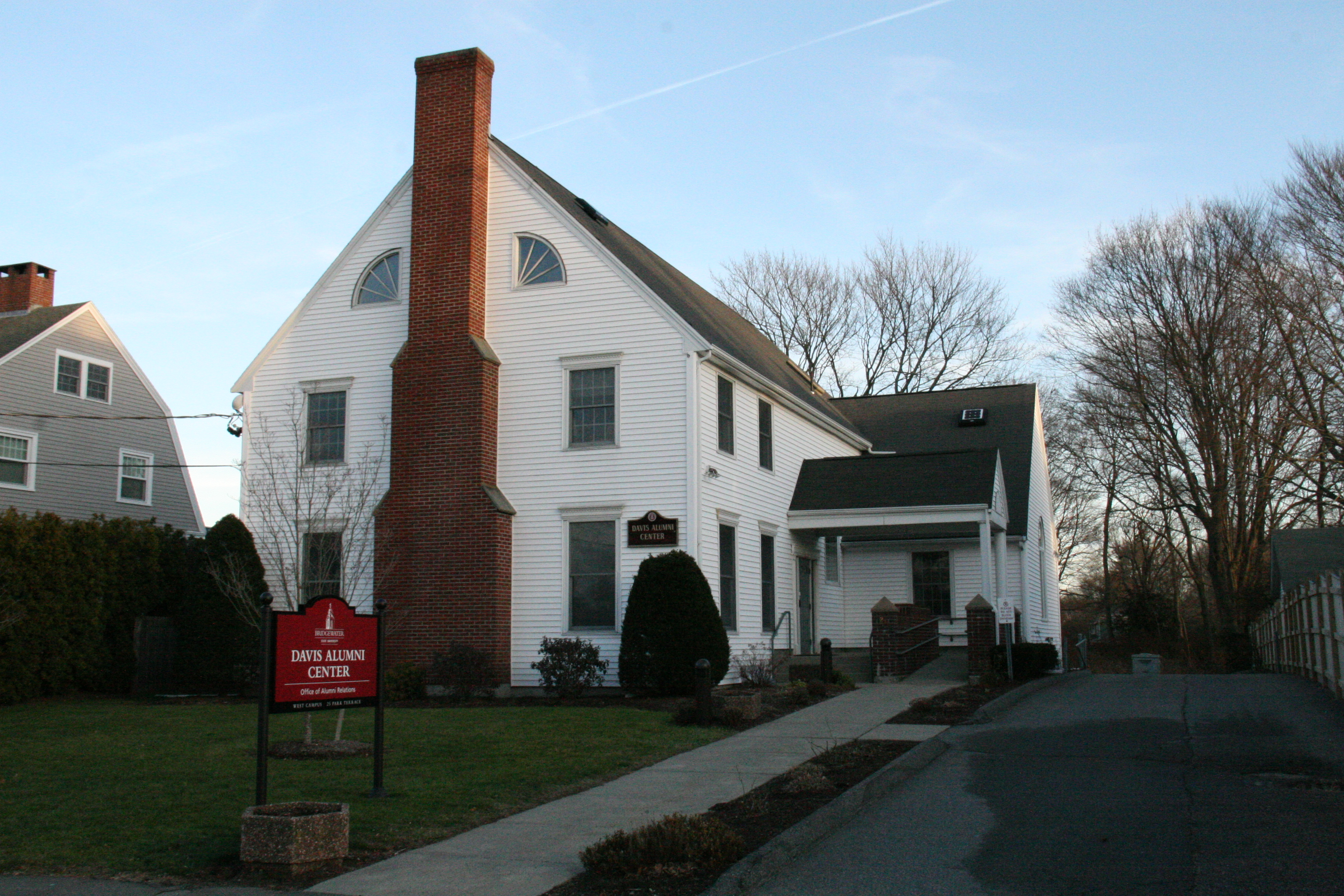
معهد الدكتور إدوارد دبليو مينوك للمشاركة العالمية

- مبنى خدمات الزمالة المسيحية، الواقع على طريق شو، هو منزل سابق آخر.

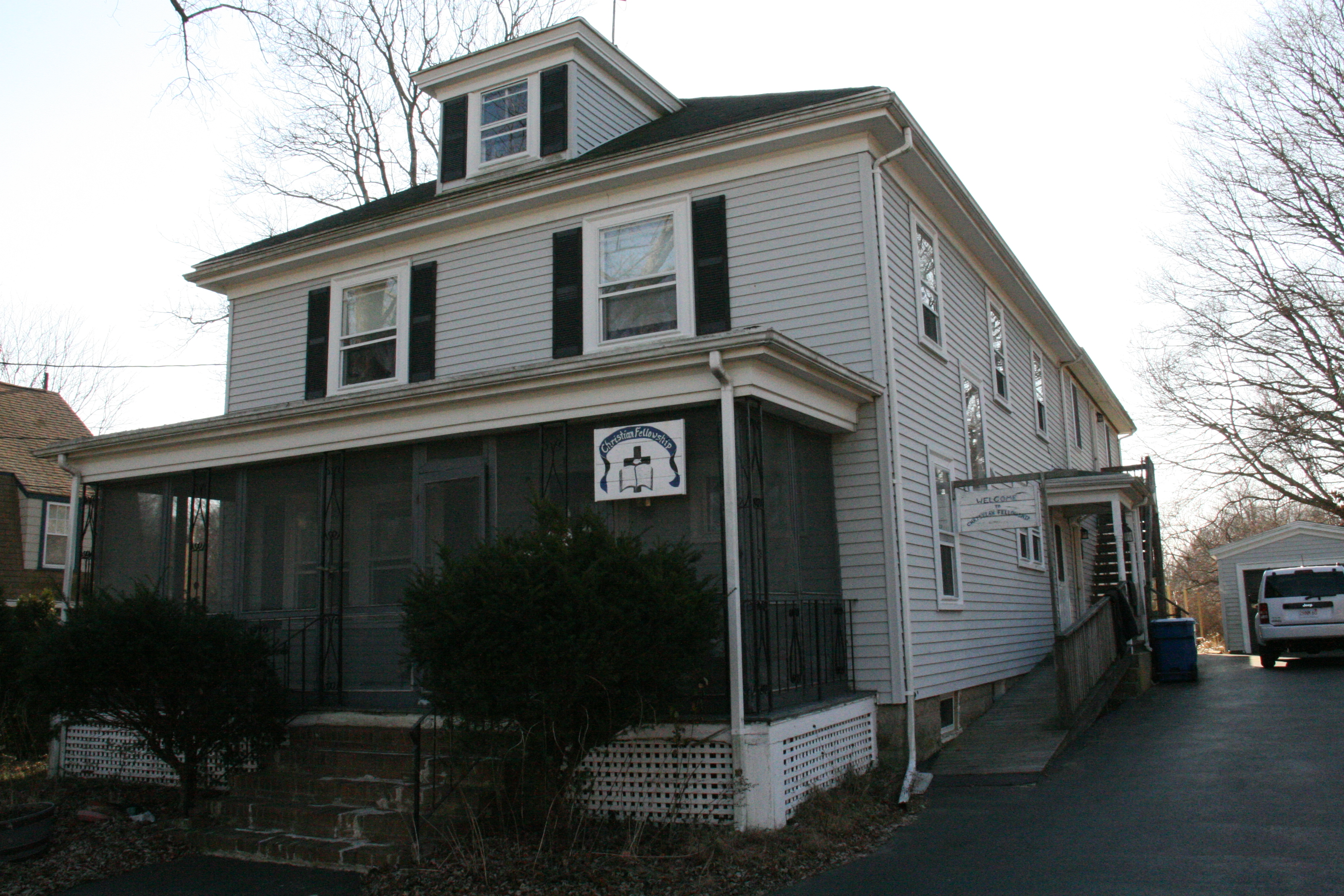
مركز الزمالة المسيحية السابق

- مكتبة كليمنت سي ماكسويل (1971، 172,580 قدم مربع (16,033 م2)) عبارة عن مبنى من أربعة طوابق من الأسمنت والطوب يقع على طريق شو مع مداخل ثانوية في شارع بارك. تم تسميته على اسم رئيس الكلية السابق كليمنت سي ماكسويل. يحتوي المرفق على أكثر من 300000 مجلد ومجموعة متنوعة من الموسيقى والفيديو والعديد من الفصول الدراسية. تتميز منطقة المجموعات الخاصة بالطابق الثالث بمتحف صغير ومجموعة متخصصة في أبراهام لنكولن. يقع كشك ستاربكس في الطابق الأرضي بجوار مكتب خدمات دعم تكنولوجيا المعلومات.

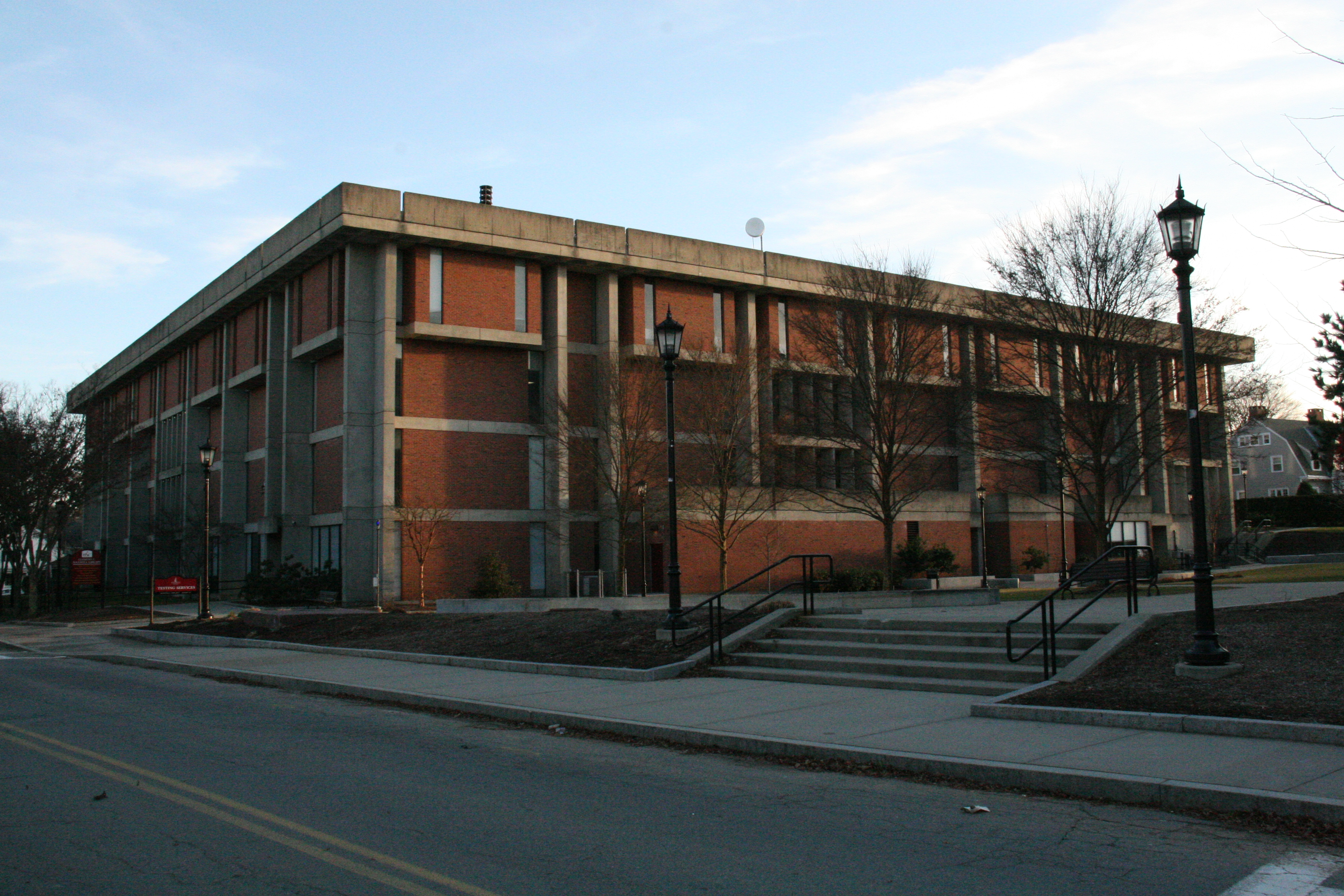
مكتبة ماكسويل

- اتحاد الطلاب أدريان رونديلاو (1970، 161,000 قدم مربع (15,000 م2)). كان يُعرف باسم اتحاد الطلاب حتى تقاعد الرئيس آنذاك أدريان رونديلو، حيث أعيد تسميته إلى مركز الحرم الجامعي أدريان رونديلو حتى العام الأكاديمي 2019-2020. يحتوي المركز على قاعات احتفالات وغرف اجتماعات، وكافيتريا، ومختبر كمبيوتر مفتوح الوصول، وغرفة طعام صغيرة، كما يضم مكاتب لمركز الشؤون المتعددة الثقافات والشؤون الدولية، ومكتب مشاركة الطلاب والقيادة، ولجنة البرامج، ورابطة الطلاب الحكومية، ومعلومات الزوار، والخدمات المهنية، وخدمات المؤتمرات والفعاليات. حصل المبنى على تجديد بقيمة 3.5 مليون دولار في عام 2013، بما في ذلك مدخل رئيسي جديد على مستوى الشارع ونوافذ وأبواب مكبرة.

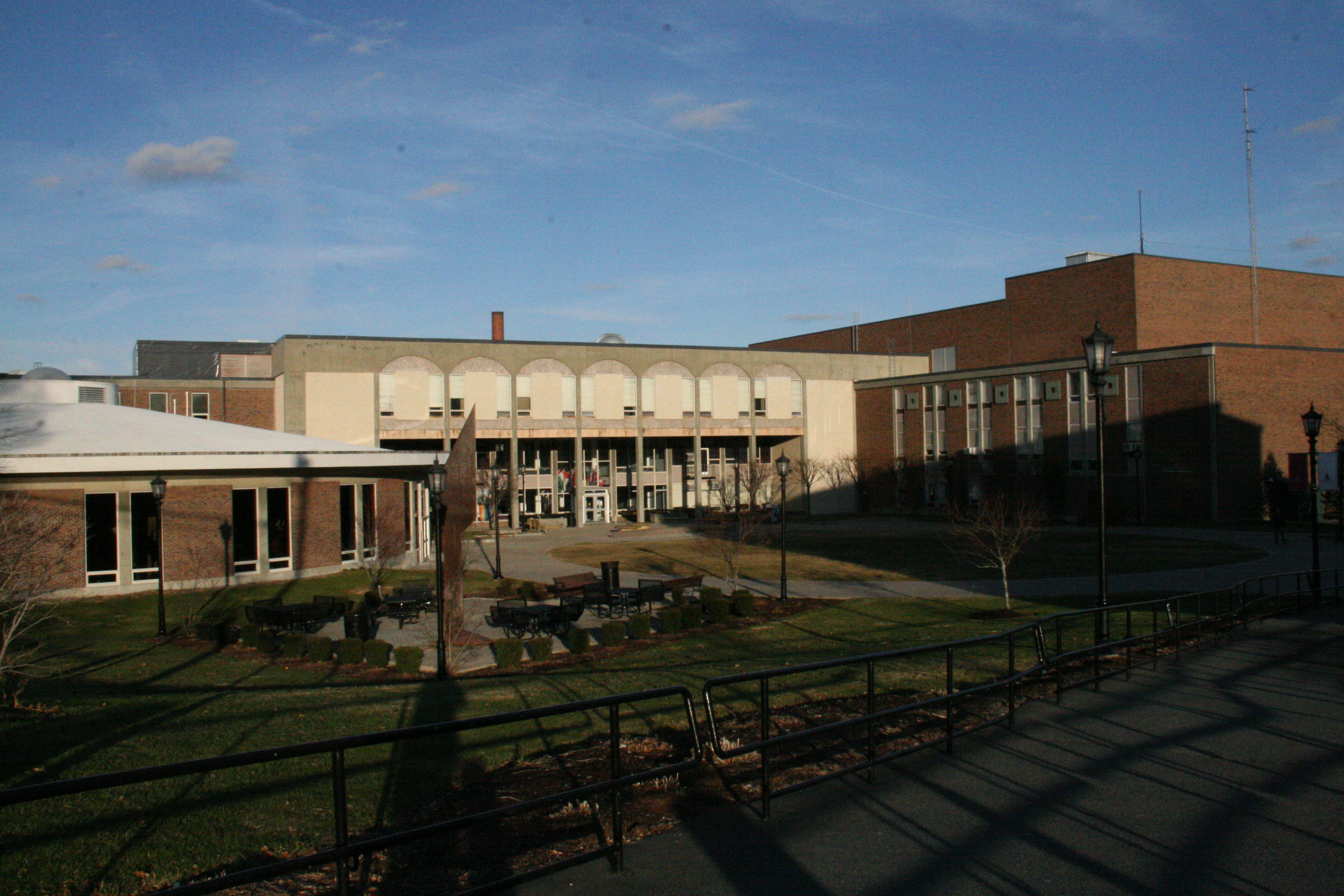
اتحاد طلاب رونديلاو (RSU)، من الخلف

- قاعة جامعة بريدجواتر العامة أوديتوريوم هي شبه ملحق لمبنى اتحاد طلاب رونديلاو، وتحتوي على مستويين من المقاعد وعدد من الفصول الدراسية والمكاتب تحتها لقسم الاتصالات والمسرح والموسيقى. أقام فريق بيتش بويز عرضًا حيًا في القاعة.
- يقع مركز دانا موهلر فاريا للعلوم والرياضيات (2011)، الذي سمي على اسم أحد رؤساء الجامعة السابقين، في شارع بارك وهو موطن لأقسام الرياضيات وعلوم الكمبيوتر والعلوم في المدرسة (الفيزياء والكيمياء والبيولوجيا وعلوم الأرض والجغرافيا). على 212,000 قدم مربع (19,700 م2)، مركز كونانت للعلوم هو أكبر مبنى في الحرم الجامعي. تحتوي الأرض التي تفصلها عن قاعة البابا (انظر أدناه) على حديقة صغيرة ومنطقة تذكارية ودفيئة. يحل هذا محل مبنى كونانت ساينز الأصلي من عام 1964 وله مرصد على السطح. خلف مبنى العلوم، بجوار المتنزه وملاعب الممارسة الرياضية، توجد محطة توليد الطاقة في الحرم الجامعي. غالبًا ما يشار إلى هذا المبنى باسم "DMF" من قبل الطلاب.
- مركز الترحيب (2015، 15,000 قدم مربع (1,400 م2)). يضم المرفق المكون من طابقين مكاتب القبول للطلاب الجامعيين والتحويل، جنبًا إلى جنب مع مكاتب المساعدة المالية بالجامعة.
- مدرسة جون جي كيلي للألعاب الرياضية (1957، 56,640 قدم مربع (5,262 م2)). تقع هذه الصالة الرياضية على الجانب الآخر من المكتبة وبجوار مبنى العلوم، وتضم صالات رياضية كبيرة وصغيرة ومسبحًا. يضم الطابق السفلي الفصول الدراسية المستخدمة بشكل أساسي من قبل مدرسة التربية والدراسات المتحالفة. بالقرب من صالة الألعاب الرياضية يوجد المركز الكاثوليكي.
- على بعد مسافة قصيرة من الحرم الجامعي في الغابة يوجد المرصد القديم (1973، 500 قدم مربع (46 م2))، والتي لم تعد قيد الاستخدام. اعتبارًا من عام 2019، تم هدم المنظر منذ ذلك الحين ولا يزال شاغرًا.

### الحرم الشرقي
- مركز جون جوزيف موكلي للتطبيقات التكنولوجية (1995، 49,000 قدم مربع (4,600 م2)) على اسم الممثل الأمريكي السابق الراحل جون جوزيف موكلي. يتميز هذا المرفق بمختبرات الكمبيوتر وقاعة كبيرة مُحسّنة تقنيًا.

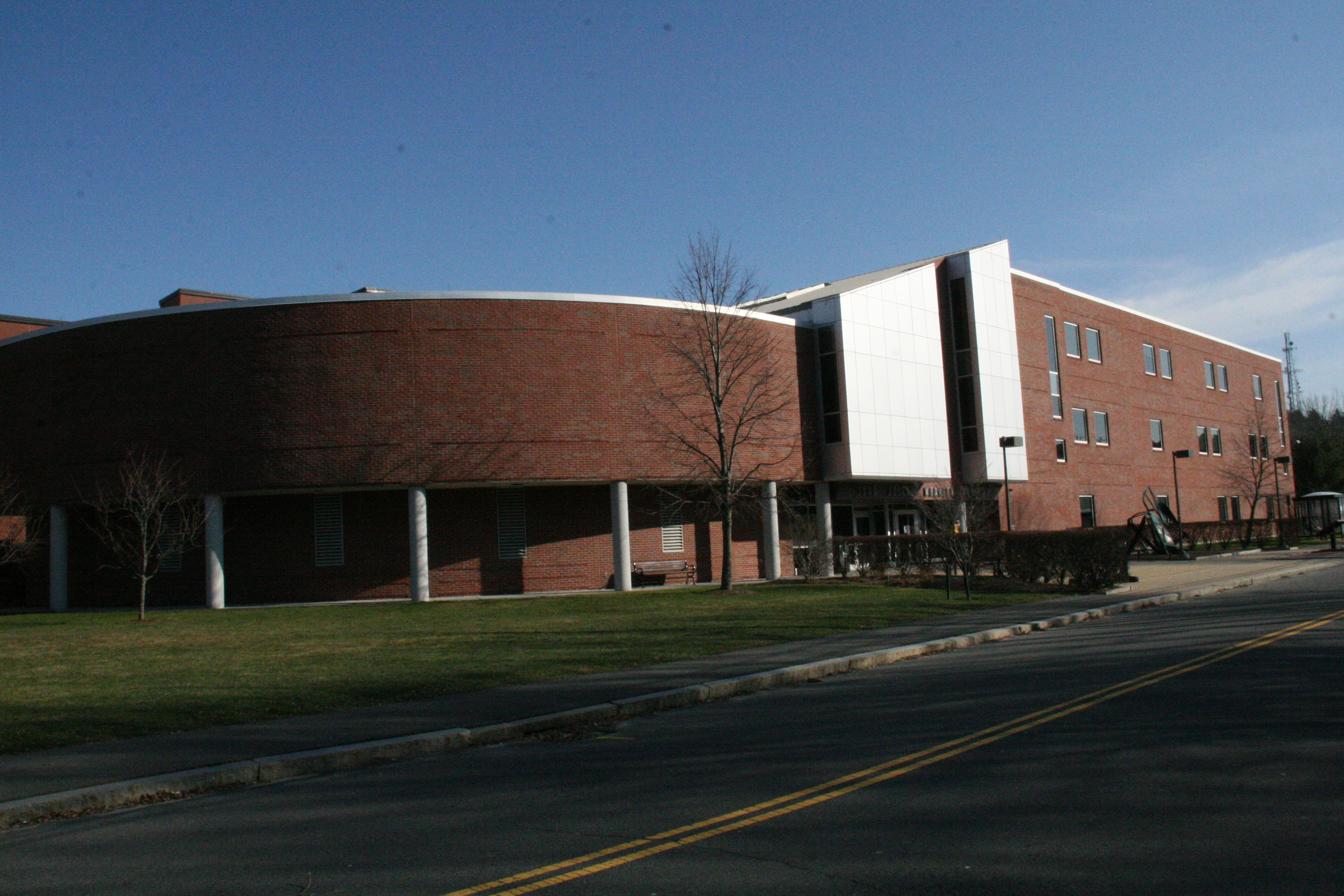
مركز ماوكلي

- يحتل اتحاد أعضاء هيئة التدريس، MSCA، منزلًا صغيرًا في شارع بوريل، على الجانب الآخر من مركز ماوكلي.
- والتر وماري هارت هول (1979، 25,500 قدم مربع (2,370 م2)) بمركز ماوكلي ويحتوي على فصول دراسية ومكاتب لقسم الرياضيات وعلوم الكمبيوتر، وقسم التعليم الثانوي، وقسم التعليم الابتدائي والطفولة المبكرة، وقسم علم النفس.
- قاعة مارثا بورنيل (1979، 70,650 قدم مربع (6,564 م2))، الواقعة في شارع هوبر والمتصلة بهارت هال، هي مدرسة ابتدائية سابقة تضم 400 طالب تم إدارتها بشكل تعاوني من قبل جامعة بريدجواتر العامة ومقاطعة بريدجواتر التعليمية الإقليمية. كانت بمثابة مدرسة نموذجية ومنطقة لتعليم الطلاب وخبرات ما قبل التدريب، لتحل محل مدرسة مارثا بورنيل السابقة في هارينغتون هول. في عام 2008، انتقل طلاب المرحلة الابتدائية إلى مدارس أخرى في مدينة بريدجواتر، وأعادت كلية بريدجواتر ستيت تخصيص المبنى لاستخدامه الخاص. تمت إضافة استوديو للرقص.
- إيست كامبوس كومونز (2002، 32,000 قدم مربع (3,000 م2)) يضم مطعمًا ومخزنًا لبيع الكتب في الحرم الجامعي ويقع عبر فناء صغير من القاعة الشرقية (انظر أدناه)، وهو مبنى سكن مشترك جديد تم تشييده في نفس الوقت.

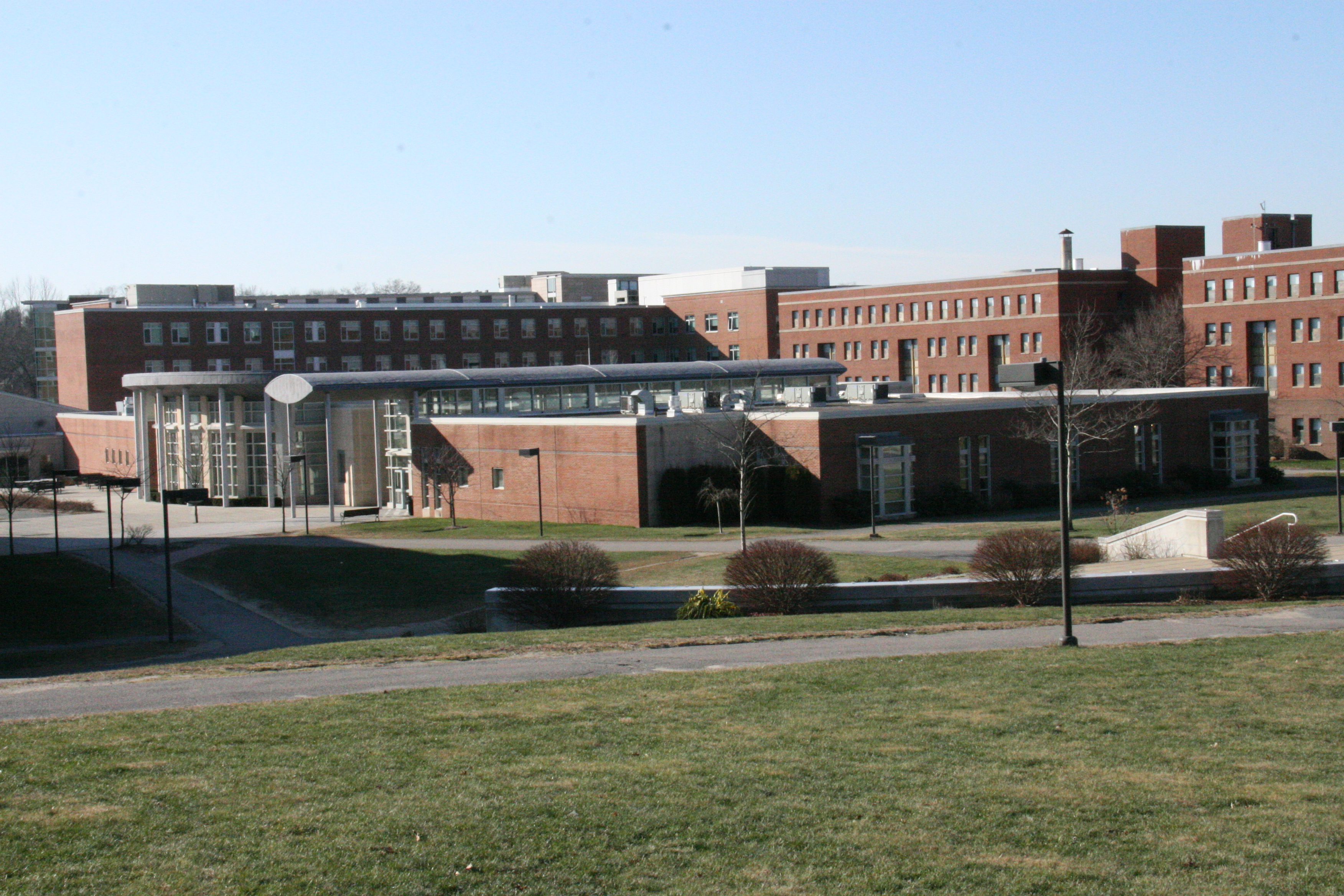
إيست كامبوس كومونس

- ال مركز أدريان تينسلي (2002، 84,000 قدم مربع (7,800 م2)) تم تشييده في نفس وقت إنشاء إيست كامبوس كومونس وإيست هال وتم تسميته على اسم الرئيس السابق للجامعة، أدريان تينسلي. وهو الموطن الجديد لبرامج الكلية الرياضية. يحتوي المبنى على مركز لياقة بدنية حديث بالإضافة إلى صالة ألعاب رياضية كبيرة مقسمة ومضمار للجري في الطابق الثاني وفصول دراسية.

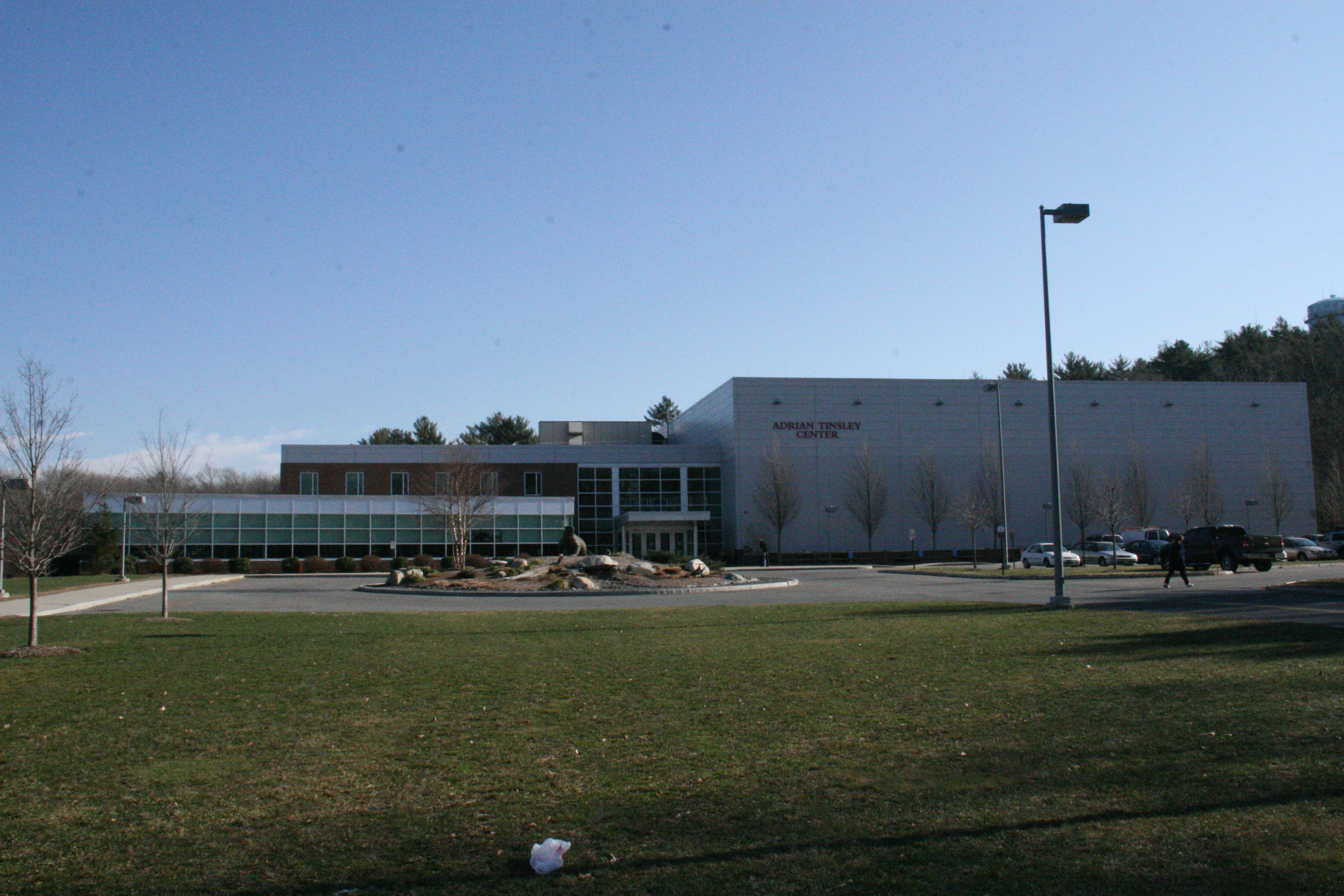
مركز أدريان تينسلي

- مركز العمليات (2003، 30,632 قدم مربع (2,845.8 م2))، الذي تم تشييده أيضًا في نفس الوقت مع مركز تينسلي وإيست هال. يضم هذا المرفق مقر شرطة الحرم الجامعي ومكاتب النجارين وخدمات الحراسة والكهربائيين والميكانيكيين وحراس الأرض وصانع الأقفال والرسامين والسباكين وإعادة التدوير والنقل.
- تدير هيئة النقل بخليج ماساتشوستس محطة قطار للركاب في حرم جامعة جامعة بريدجواتر العامة. يقع في الحرم الشرقي بالقرب من قاعات كريمسون ووايجاند. هذا هو خط ميدلبورو / لاكفيل، الذي يمتد من ميدلبورو إلى محطة بوسطن الجنوبية.

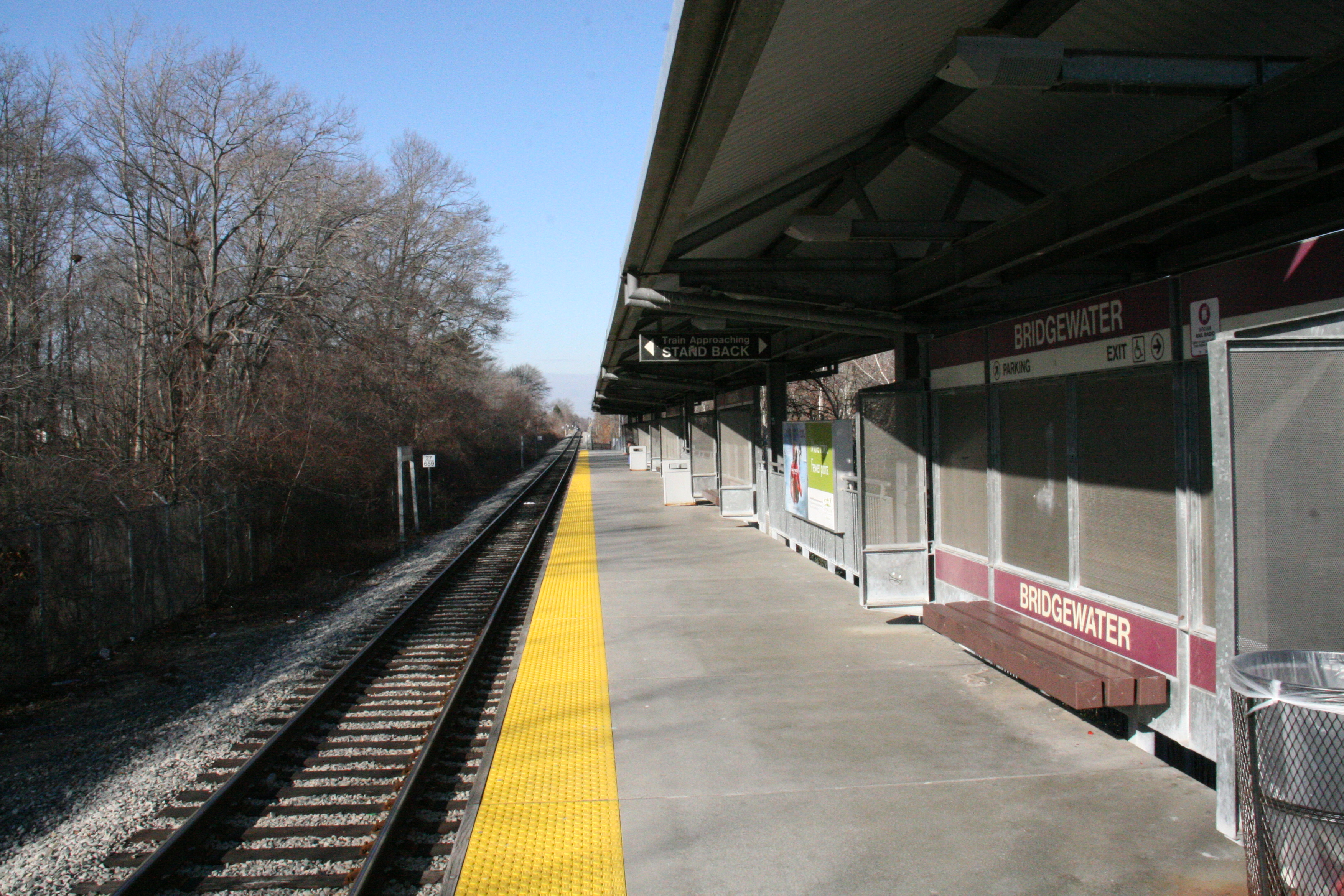
موقف هيئة النقل بخليج ماساتشوستس

## الحياة السكنية
المدارس العادية، لأنها كانت مؤسسات حكومية، لم تتلق أي وصايا من الخريجين الأثرياء. بعد الحرب الأهلية، في عام 1869، تم بناء أول مهجع جامعي، يسمى القاعة العامة. كان هذا مهجعًا مختلطًا تم تقسيمه إلى نصفين ونصف. الأولاد من جهة والبنات من جهة أخرى. سيساهم الطلاب بمبلغ محدد من المال مقابل الطعام، ثم يقوم المدير بشراء الإمدادات من أقرب جملة. تم تقسيم أي مبلغ فائض من المال في نهاية العام بين أولئك الذين دفعوا. في تسعينات القرن التاسع عشر، توقف هذا الإجراء وتم تحديد سعر محدد للوحة.
في السنوات اللاحقة، مع نمو الالتحاق في عام 1933، تم تشييد مهاجع جديدة: قاعة وودوارد وتيلينغهاست. في فترة ما بعد الحرب، تم بناء المزيد من المهاجع: قاعة البابا وقاعة سكوت وقاعة دورجان وقاعة شيا.

### الحرم الغربي
- قاعة وودوارد (1924، 57,920 قدم مربع (5,381 م2)) بعد حريق الحرم الجامعي كبديل لمهجع وودوارد القديم لعام 1911. وكان في السابق المهجع جميع الإناث فقط في الحرم الجامعي، ولكن منذ عام 2007 – كان العام 08 مدرسة عنبر طالبة مختلطة.

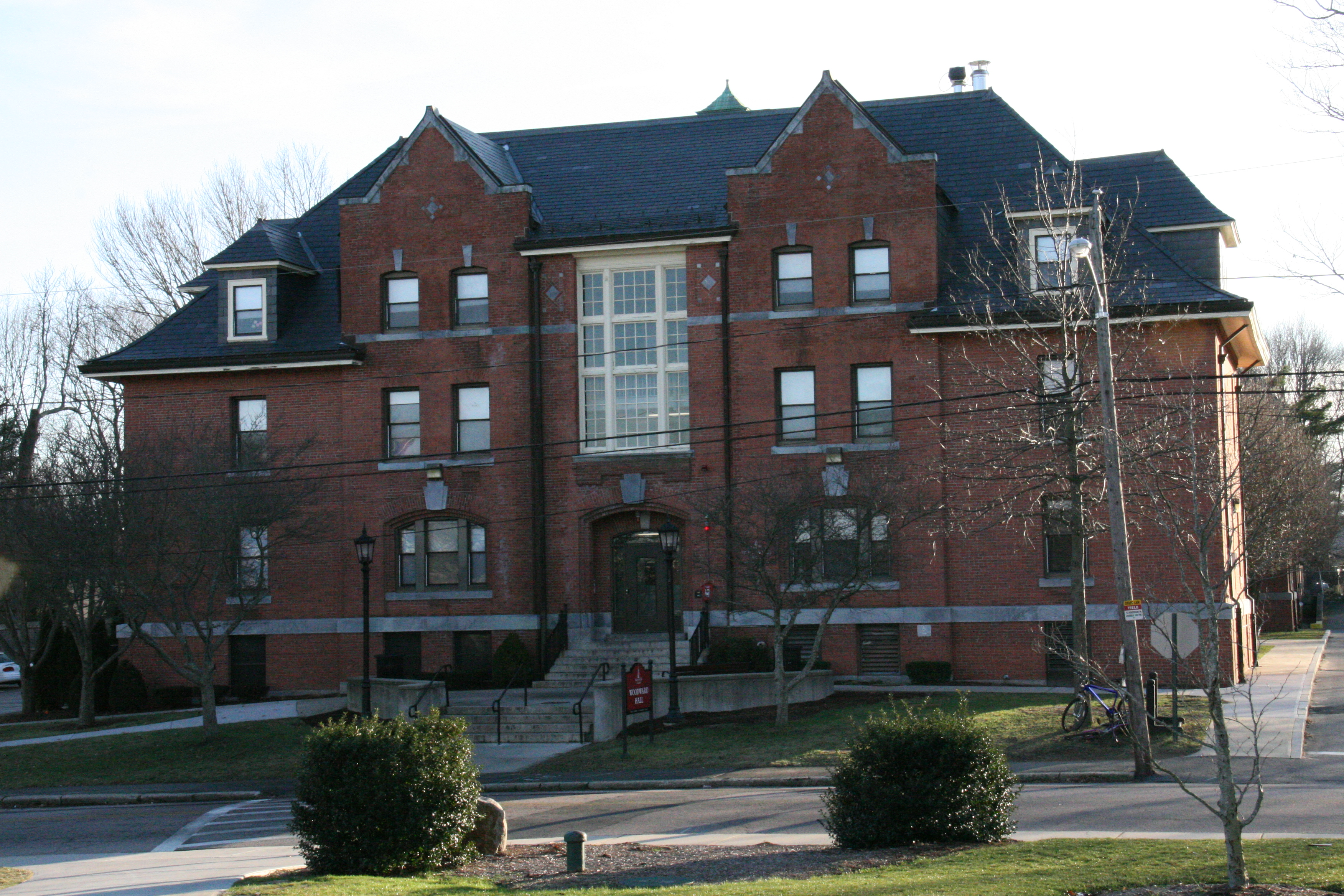
وودوارد هول

- سكوت هول (1960، تم تجديده وإعادة افتتاحه في خريف 2009، 41,436 قدم مربع (3,849.5 م2))، الواقعة خلف مركز الحرم الجامعي وعلى الجانب الآخر من مركز خريجي ديفيس، هي قاعة إقامة مشتركة.

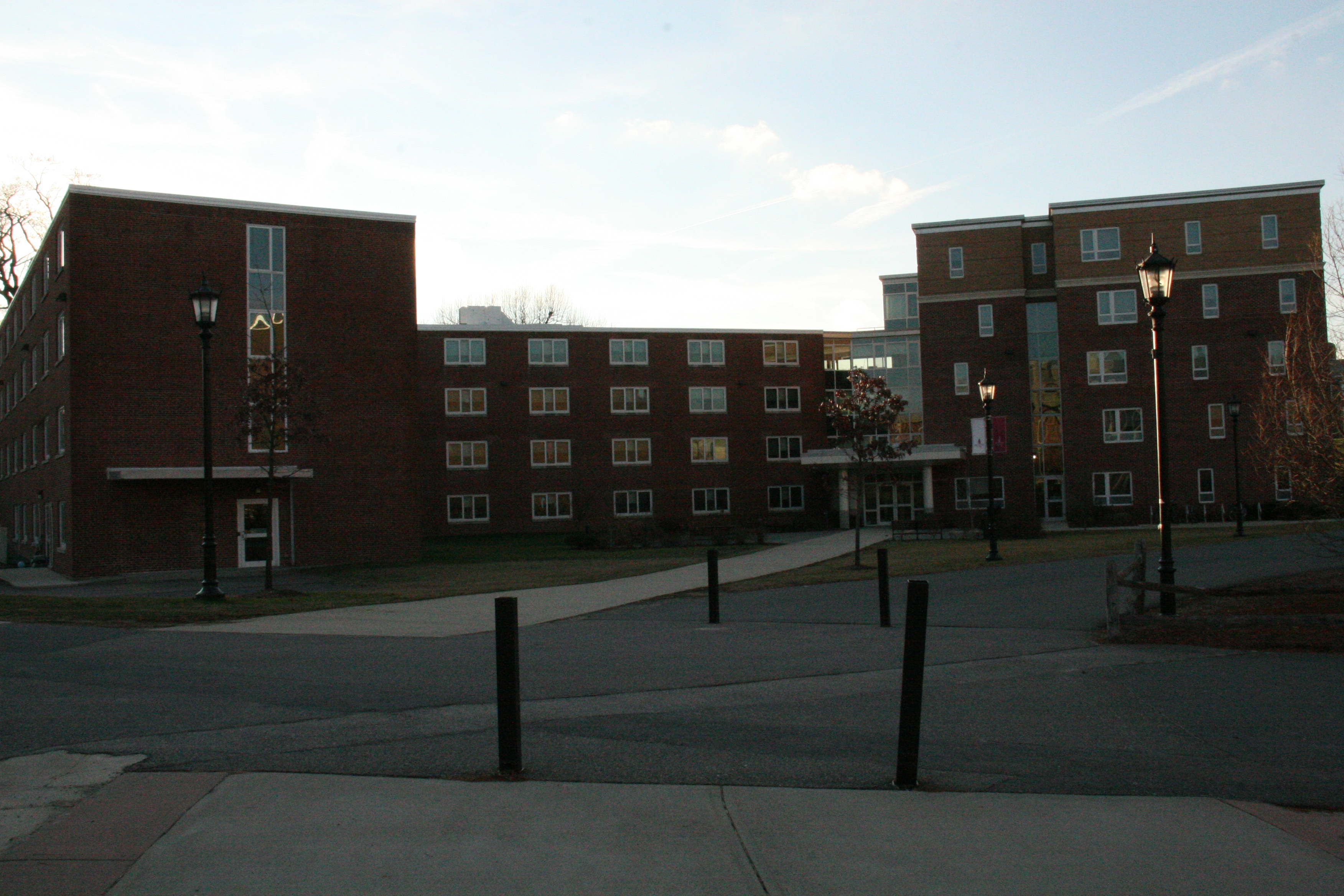
سكوت هول

- قاعة البابا (1960، تم تجديدها وإعادة افتتاحها في خريف 2009، 36,360 قدم مربع (3,378 م2))، أمام مركز الحرم الجامعي، مقابل مركز الفنون، وبجوار مبنى العلوم، توجد قاعة إقامة مشتركة.

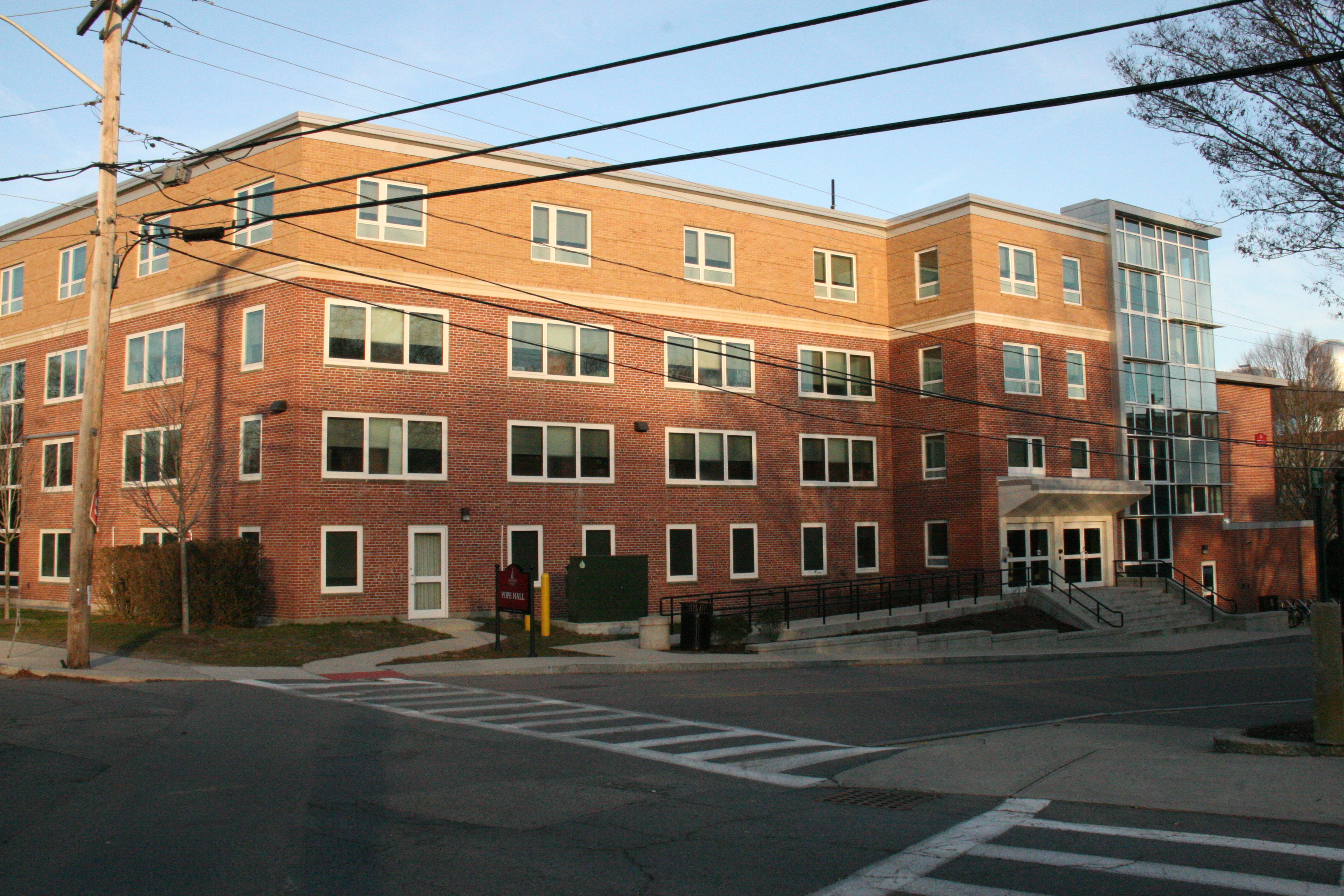
قاعة البابا

### الحرم الشرقي
- قاعة فرانكلاند مليز (1989، 56,700 قدم مربع (5,270 م2))، وهو عبارة عن مهجع مشترك على طراز الجناح تم تشييده في عام 1989. إنه مجاور مباشرة لقاعة ديناردو وغالبًا ما يعتبر الاثنان عنبر نوم رئيسي واحد، مفصولة بساحة فناء مركزية صغيرة.
- قاعة جيمس ديناردو (1989، 56,700 قدم مربع (5,270 م2))، وهو عبارة عن مهجع مشترك على طراز الجناح تم تشييده في عام 1989. إنه مجاور مباشرة لقاعة مليز وغالبًا ما يعتبر الاثنان مهجعًا رئيسيًا واحدًا، يفصل بينهما فناء مركزي صغير.
- قاعة ستونهاوس (2002، 84,000 قدم مربع (7,800 م2))، المعروف سابقًا باسم إيست هال، هو عبارة عن سكن مشترك يقع عبر فناء صغير من إيست كامبوس كومونس. إنه واحد من ثلاثة مساكن نوم مع تحكم كامل في المناخ.
- شقق طلاب جريت هيل (1978، 51,000 قدم مربع (4,700 م2))، الواقعة في جريت هيل من إيست هال، عبارة عن سلسلة من المباني السكنية لأعلى مستوى. إنه الموقع الوحيد في الحرم الجامعي حيث يُسمح بالمشروبات الكحولية.

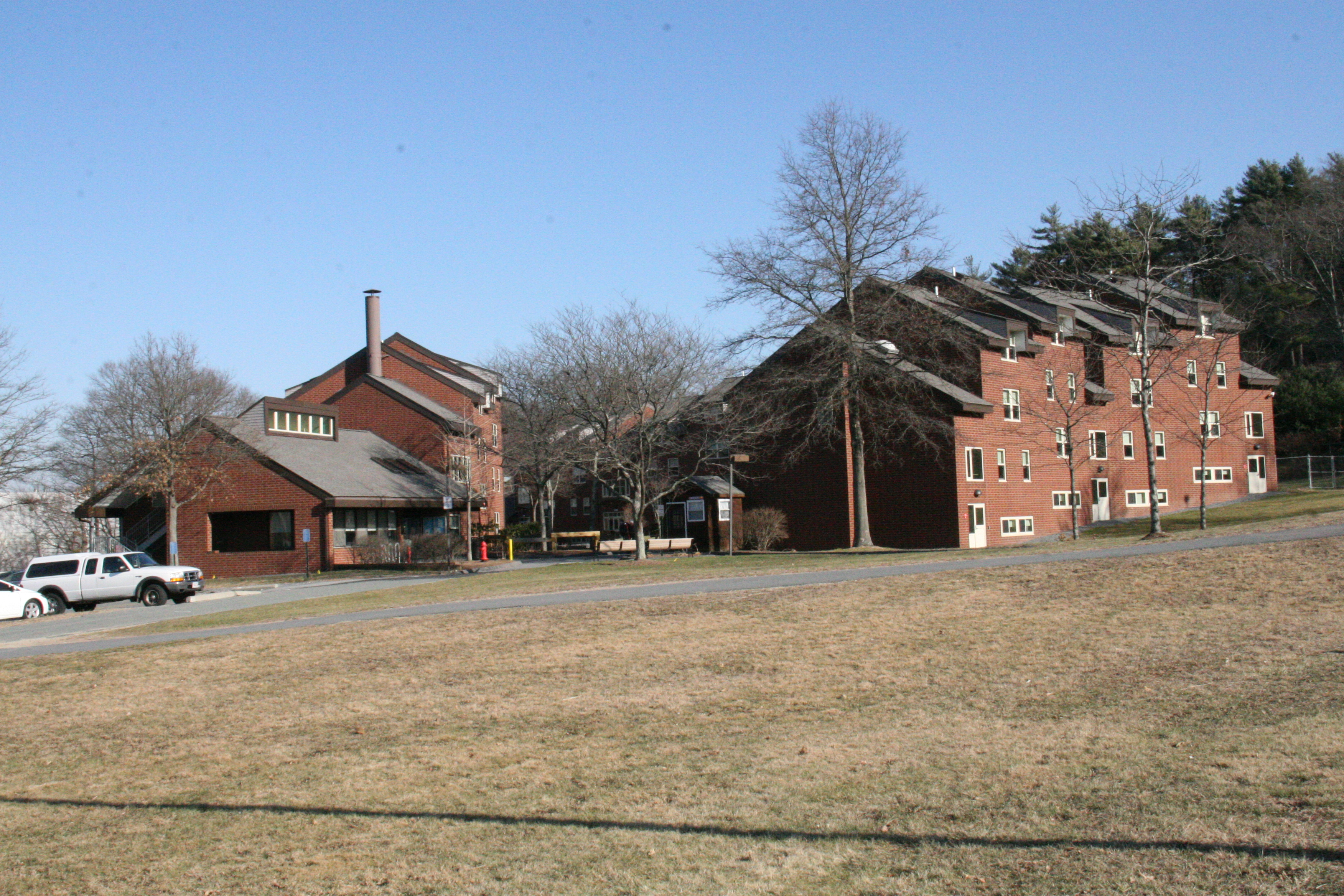
شقق جريت هيلز للطلاب

- قاعات شيا ودورجين (1967، 64,000 قدم مربع (5,900 م2)) يشغلون مبنى متناظرًا يصل إلى جريت هيل من الشقق والطلاب الجدد في المنزل. تقع ملاعب التنس التذكارية للدكتور هنري روزن أمام المبنى.
- قاعة كريمسون (2007، 130,000 قدم مربع (12,000 م2)) عبارة عن سكن مختلط للكلاسيين يقع بجوار قاعة وايجاند وإيست كامبوس كومونس. قاعة كريمسون هي واحدة من ثلاث مساكن للنوم مع تحكم كامل في المناخ والمبنى المكون الوحيد الذي يحتوي على مرفق لتناول الطعام.
- قاعة وايجاند (2013، 149,000 قدم مربع (13,800 م2)) هي أحدث صالة سكنية في الحرم الجامعي، وتضم 500 طالب وطالبة. تم بناؤه في موقع موقف سيارات جريت هيل السابق. يقع إلى الشرق من قاعة كريمسون، جنوب إيست هال وإيست كامبوس كومونس، وإلى الغرب من مرآب السيارات. كما أنه قريب من محطة هيئة النقل بخليج ماساتشوستس. إنه سكن مختلط للكلاسيين، ويضم أجنحة مشابهة لقاعة قاعة كريمسون. قاعة وايجاند هي واحدة من ثلاث مساكن مع التحكم الكامل في المناخ. في الطابق الأرضي من المبنى، على الجانب الأقرب من محطة هيئة النقل بخليج ماساتشوستس، توجد الاستشارات والخدمات الصحية (سابقًا في قاعة تيلينغهاست)

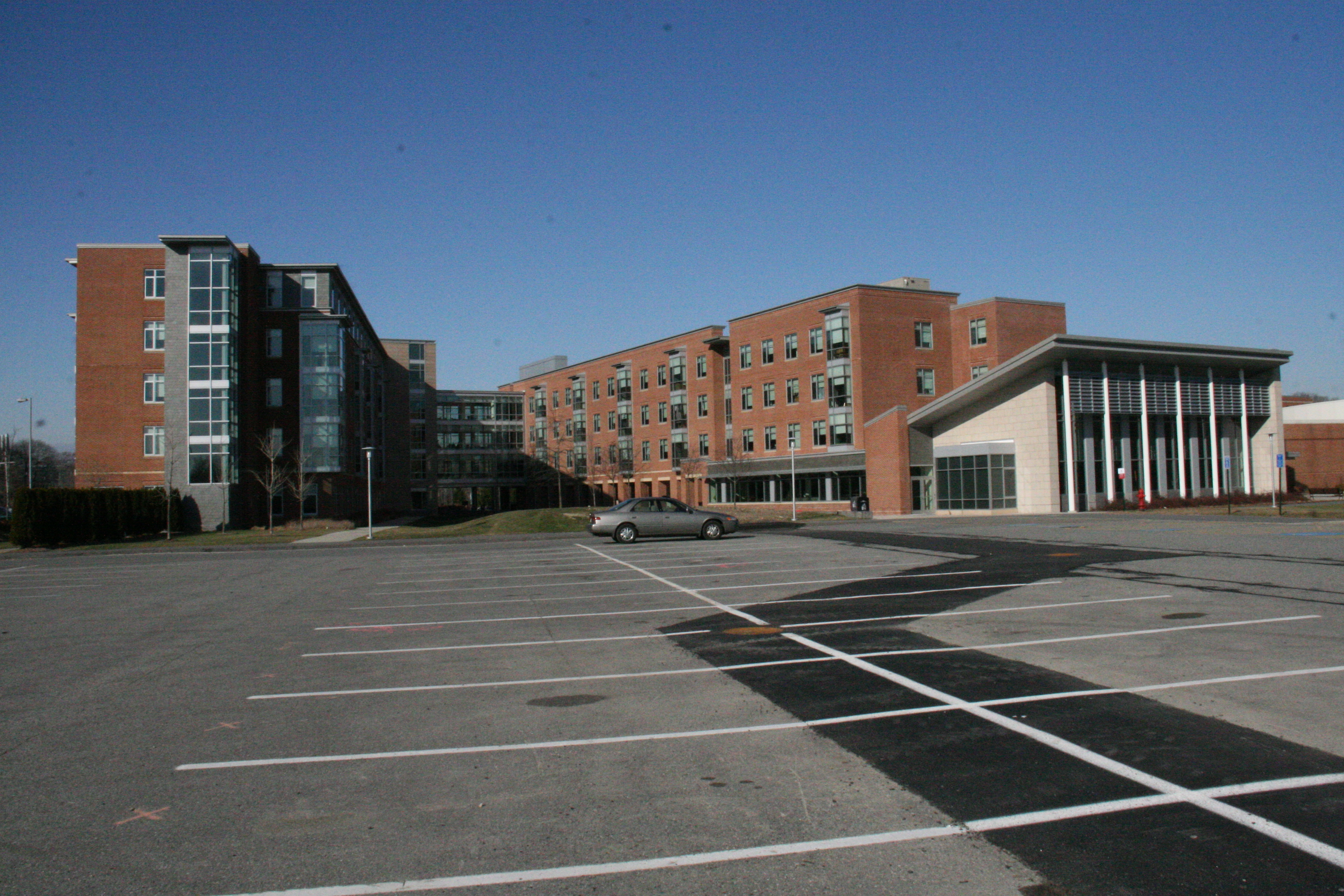
قاعة كريمسون

## الحياة الطلابية

### النوادي والمنظمات
تضم جامعة بريدجواتر العامة أكثر من 160 ناديًا ومنظمة.
يتم تقديم أربع جمعيات نسائية وثلاث أخويات وأخوية تعليمية مختلطة في الجامعة.
جمعية الطلاب الحكومية في ولاية بريدجواتر (SGA) هي منظمة للطلاب الذين يمثلون مجتمع ولاية بريدجواتر. من خلال جمعية الطلاب، يمكن للهيئة الطلابية التعبير عن رغباتهم واحتياجاتهم الأكاديمية والاجتماعية. تتكون جمعية الطلاب من خمسة مجالس مختلفة: مجلس السياسات، المجلس المالي، مجلس الأحداث، مجلس الانتخابات، والمجلس الإعلامي.

### وسائط الحرم الجامعي

#### التعليق
بدأ التعليق في عام 1927. في ذلك الوقت، كان التعليق بمثابة «نشرة شؤون المدرسة ولجعل كل فصل على دراية بأنشطة واهتمامات الفصول الأخرى بشكل أفضل.» اليوم، يحتوي التعليق (The Comment) على حوالي 20 كاتبًا ويطبع تسع جرائد في كل فصل دراسي تطبع 1100 نسخة في كل مرة. يتم تمويله من قبل (جمعية الطلاب الحكوميين). يحتوي التعليق على موقع ويب يتم تحديثه يوميًا بأخبار حول المدرسة والرياضة في جامعة بريدجواتر العامة، ولكن أيضًا مع الأخبار الحالية للأمة. دافعهم الرئيسي هو ربط القصص بطلاب بريدجواتر. مع ما يقال، من الشائع رؤية وجوه وقصص الطلاب في الصحيفة. يركز التعليق على الأحداث القادمة بدلاً من المراجعات لجذب اهتمام القارئ.

### التنقل
يدفع المسافرون ما يقدر بـ 7553 دولارًا سنويًا لحضور بريدجواتر. تبلغ تكلفة ملصق وقوف السيارات للطلاب غير المتفرغين 65 دولارًا و160 دولارًا للطلاب بدوام كامل. طالب بدوام كامل لديه 12 ساعة معتمدة أو أكثر والطالب بدوام جزئي لديه 11 ساعة معتمدة أو أقل.
يمكن للطلاب الاختيار من بين العديد من مواقف السيارات، اعتمادًا على الوقت من اليوم. أحدث إضافة إلى ساحات الانتظار هي مرآب السيارات الذي تم افتتاحه في يناير 2012. يحتوي المرآب على ما يقرب من 840 مكانًا لوقوف السيارات للطلاب. مرآب السيارات مخصص للركاب ويقع خلف قاعة كريمسون وقاعة دورجان وهو مجاور لمركز شرطة جامعة بريدجواتر العامة. تغلق جميع قطع الركاب في الساعة 2 صباحًا يوميًا.
السكك الحديدية هي طريقة أخرى يسافر بها المسافرون إلى حرم المدرسة. يخدم جامعة بريدجواتر العامة. قطع الركاب موقف سيارات هيئة النقل بخليج ماساتشوستس من محطة القطار لسهولة الوصول إلى الحرم الجامعي. تقسم خطوط السكك الحديدية الحرم الجامعي إلى نصفين بين الحرمين الشرقي والغربي. يوجد ممر سفلي صغير أسفل خط السكة الحديد يسمح للطلاب بالسير بين الحرم الجامعي الشرقي والغربي، جنبًا إلى جنب مع معبر سكة حديد في الصف في شارع بليموث، بجوار مركز الترحيب، لسائقي السيارات للقيادة بين الحرم الجامعي. تتوقف المحطات الموجودة على الخط على طول الطريق من المحطة الجنوبية إلى ليكفيل. يستغرق القطار السريع حوالي 45 دقيقة للوصول إلى المحطة الجنوبية في بوسطن.

## ألعاب القوى
تضم جامعة بريدجواتر العامة 22 فريقًا رياضيًا (10 رجال و12 سيدات) يتنافسون على مستوى القسم الثالث من الرابطة الوطنية لرياضة الجامعات.

## التوسعات المستقبلية

### الحرم الغربي
كانت الكلية قد خططت لتجديد وتوسعة مبنى مارشال كونانت للعلوم لعام 1964 (99,700 قدم مربع (9,260 م2)) ولكن تغيرت المخططات وبدلاً من ذلك تم هدم معظم المبنى القديم واستبداله بمنشأة جديدة افتتحت عام 2011.
تم افتتاح الإضافات إلى قاعة البابا وقاعة سكوت في خريف عام 2009، مما زاد من سعتها بمقدار 150 سريرًا لكل منهما.
بدأت التجديدات والإضافات لمركز الحرم الجامعي رونديلاو (RCC) في ربيع 2013 وانتهت بحلول ديسمبر. كلف المشروع المدرسة أكثر من 3.5 دولار مليون وتضمنت خفض المدخل الرئيسي إلى مستوى الشارع، مع استبدال السلالم بمنحدرات لتحسين إمكانية الوصول، وتركيب نوافذ وأبواب أكبر وأكثر كفاءة في استخدام الطاقة، وترقيات داخلية.
في أبريل 2014، بدأ البناء في مركز ترحيب جديد في شارع بليموث. المبنى عبارة عن مبنى من طابقين، تبلغ مساحته 15000 قدم مربع، ويضم مكاتب القبول الجامعية والتحويلات، جنبًا إلى جنب مع مكاتب المساعدة المالية بالجامعة. تم الانتهاء من بناء مركز الترحيب في ربيع عام 2015.
بدأت التجديدات والإضافات إلى قاعة وودوارد في يونيو 2014 وانتهت قبل وقت قصير من بدء الفصل الدراسي في خريف 2014. وشمل التجديد تركيب أرضيات وأسقف وجدران جديدة، إلى جانب أثاث جديد لغرف النوم وتركيب مصعد ودرج مدخل.

### الحرم الشرقي
تم افتتاح قاعة كريمسون، وهي قاعة سكنية جديدة بسعة 400 سرير في الحرم الجامعي الشرقي، في خريف عام 2007.
شيدت الكلية موقف سيارات جديد يتسع لـ 600 موقف، وهو تاور لوت، خلف مركز العمليات. كانت ساحة بناء قاعة السكن الجديدة عبارة عن موقف للسيارات يتسع لـ 1000 نقطة. استوعب المبنى الجديد 400 من هؤلاء الألف. تم بناء تاور لوت في محاولة لاستعادة بعض أماكن وقوف السيارات المفقودة أثناء البناء. كان هناك نقاش حول بناء مركز الفنون الجميلة والأداء في المستقبل البعيد.
تم بناء قاعة سكن جديدة، قاعة وايجاند، في الحرم الجامعي الشرقي في عام 2013. يستخدم المبنى الطاقة الحرارية الأرضية والطاقة الشمسية لتقليل استخدام الطاقة.
تم تحويل ساحة انتظار السيارات التي تبلغ مساحتها 200 فضاء تقريبًا بجوار نفق هيئة النقل بخليج ماساتشوستس للسكك الحديدية في الحرم الشرقي إلى حديقة لتحقيق التوازن في بناء مرآب للسيارات خلف قاعة كريمسون. اكتمل بناء الحديقة في أواخر عام 2012.

### حرم كيب كود
في نوفمبر 2013، أعلنت الجامعة عن خطط لفتح حرم جامعي تابع لها في كيب كود. ساعد افتتاح هذا الحرم الجامعي على استيعاب العدد الكبير من الطلاب الذين يتنقلون يوميًا إلى الحرم الجامعي الرئيسي من كيب كود. يقيم ما يقرب من 600 طالب من طلاب ولاية بريدجواتر في كيب كود أو يتنقلون من كيب كود إلى الحرم الجامعي الرئيسي في بريدجواتر. يقع الحرم الجامعي في مدرسة ماك آرثر السابقة في جنوب يارماوث، ماساتشوستس. تم افتتاح هذا الحرم الجامعي في يناير 2015، ويقدم دورات البكالوريوس والدراسات العليا في تعليم الطفولة المبكرة، والقيادة التربوية، والتعليم الثانوي، والقراءة، والتعليم الخاص، إلى جانب برامج الشهادات في الأعمال التجارية والعمل الاجتماعي. يقدم الحرم الجامعي عددًا من الدورات المعتمدة للطلاب الجامعيين في التاريخ بدءًا من صيف 2015.

## وسائط
تمتلك جامعة بريدجواتر العامة محطة إذاعية يديرها الطلاب، 91.5 WBIM FM.
تمتلك جامعة بريدجواتر العامة جريدتها الخاصة التي يديرها الطلاب منذ عام 1927، والتي تسمى التعليق.
تأسست مجلة The Bridge، جامعة بريدجواتر العامة للأدب والفنون الجميلة، في عام 2004. وقد فازت المجلة بالعديد من الجوائز الوطنية.

## مشاهير

### الخريجون
- ستيفن كانيسا، (درجة البكالوريوس)، عضو سابق في مجلس النواب بولاية ماساتشوستس (خدم 2006-2011)
- روبرت كوريا، (ماجستير في التربية 1968)، عضو مجلس نواب ماساتشوستس[41] (خدم 1977-2008)؛ العمدة السابق لمدينة فال ريفر، ماساتشوستس (خدم في الفترة 2008-2010).
- جيف كوروين (بكالوريوس العلوم)، ممثل، ناشط الحفاظ على البيئة، منتج، مضيف تلفزيوني شهير.
- وقع كريستوفر ديجاك، المصارع المحترف حاليًا على علامة دبليو دبليو إي التنموية.[42]
- جيفري دونوفان، ممثل.
- جيمس إتش فاجان، (بكالوريوس 1969)، عضو مجلس النواب بولاية ماساتشوستس (1993-2011).[43]
- ريبيكا فيلد، جزء من فرقة مسلسل طريق أكتوبر.
- مارك جودارد، ممثل، كاتب أفلام.
- لو جورمان (درجة الماجستير)، المدير العام السابق لبوسطن ريد سوكس (1988-1993).
- جيف جورتون، المدير العام لفريق نيويورك رينجرز.
- والتر هاردينغ أستاذ متميز وباحث بارز.
- جايل ماكلولين، عمدة مدينة ريتشموند، كاليفورنيا.
- بيتر ماكنيلي، ملاكم محترف سابق في الوزن الثقيل.
- ريموند جيه مكنولتي، عميد كلية التربية في جامعة جنوب نيو هامبشاير.[44]
- جوان مينارد، عضو سابق في مجلس شيوخ ماساتشوستس (خدم 1999-2011)؛ عضو سابق في مجلس النواب بولاية ماساتشوستس (خدم 1979-1999).
- ديبي مولر، الفائزة الأمريكية الوحيدة في ماراثون دبلن، 1984 الفائزة بماراثون المدن التوأم، رائدة سباقات الطرق النسائية، مجند قاعة مشاهير جامعة بريدجواتر العامة لعام 1989.[45][46]
- وارين جي فيليبس، (بكالوريوس، ماجستير في تدريس العلوم الفيزيائية، ماجستير في تكنولوجيا التعليم)، مدرس.
- برات، عضو جمعية ولاية ويسكونسن.
- جايسون شابيرت، طيار.[47]
- كريس سبارلينج، كاتب سيناريو ومخرج.
- فرانك بالمر سبير (1889)، أول رئيس لجامعة نورث إيسترن.
- روبرت ستاك، ممثل.
- كين ستون، فنان عسكري مختلط محترف.
- ديفيد ب.سوليفان، عضو مجلس النواب بولاية ماساتشوستس (خدم 1997 – 2013).
- كارل ويدرغوت، ممثل صوتي في عائلة سمبسون.

### الأساتذة
- جون باردو، مدرس، رئيس جامعة ولاية ويتشيتا، مستشار جامعة ويسترن كارولينا.
- ريتشارد تي مور، عضو مجلس الشيوخ عن ولاية ماساتشوستس.[بحاجة لمصدر]

## روابط خارجية
- الموقع الرسمي
- الموقع الرسمي لألعاب القوى